# La La Land (film)
Vous lisez un « article de qualité » labellisé en 2020.
Pour les articles homonymes, voir La La Land.
Pour plus de détails, voir Fiche technique et Distribution.
La La Land, ou Pour l'amour d'Hollywood au Québec, est un film musical américain écrit et réalisé par Damien Chazelle, sorti en 2016.
L'action se déroule, en grande partie, dans la ville de Los Angeles en Californie. Mia Dolan, actrice en devenir, jouée par Emma Stone, partage sa vie entre son métier officiel de serveuse dans un café et les auditions qu'elle passe pour tenter de se faire connaître. Sebastian Wilder, passionné de jazz, joué par Ryan Gosling, est pianiste dans des clubs pour vivre convenablement. Ce film qui raconte leur histoire d'amour contrariée, les pérégrinations de Sebastian et l'ascension de Mia, marque la troisième collaboration entre Stone et Gosling après Crazy, Stupid, Love (2011) et Gangster Squad (2013).
Damien Chazelle, alors âgé de vingt-cinq ans, écrit le scénario de cette comédie musicale en 2010. Toutefois, ne parvenant pas à trouver un studio susceptible de financer le film, il décide de réaliser Whiplash, un projet moins ambitieux. Devant le succès de ce premier film, Summit Entertainment accepte de produire La La Land en 2015. En anglais américain, l'expression « La La Land » désigne le quartier de Hollywood à Los Angeles, ainsi qu'une situation déconnectée de la réalité.
Présenté en ouverture de la Mostra de Venise en août 2016, le film est acclamé par la critique. Emma Stone obtient quant à elle la Coupe Volpi de la meilleure interprétation féminine. En janvier 2017, lors de la 74e cérémonie des Golden Globes, La La Land reçoit un record historique de sept récompenses, avant de recevoir quatorze nominations pour les Oscars 2017, égalant ainsi le record historique de Ève (1950) et de Titanic (1997). Il remporte six récompenses, dont l'Oscar du meilleur réalisateur pour Damien Chazelle et de la meilleure actrice pour Emma Stone, ainsi qu'une double consécration pour le compositeur Justin Hurwitz (meilleure musique et meilleure chanson originale pour City of Stars).

## Synopsis

### Hiver

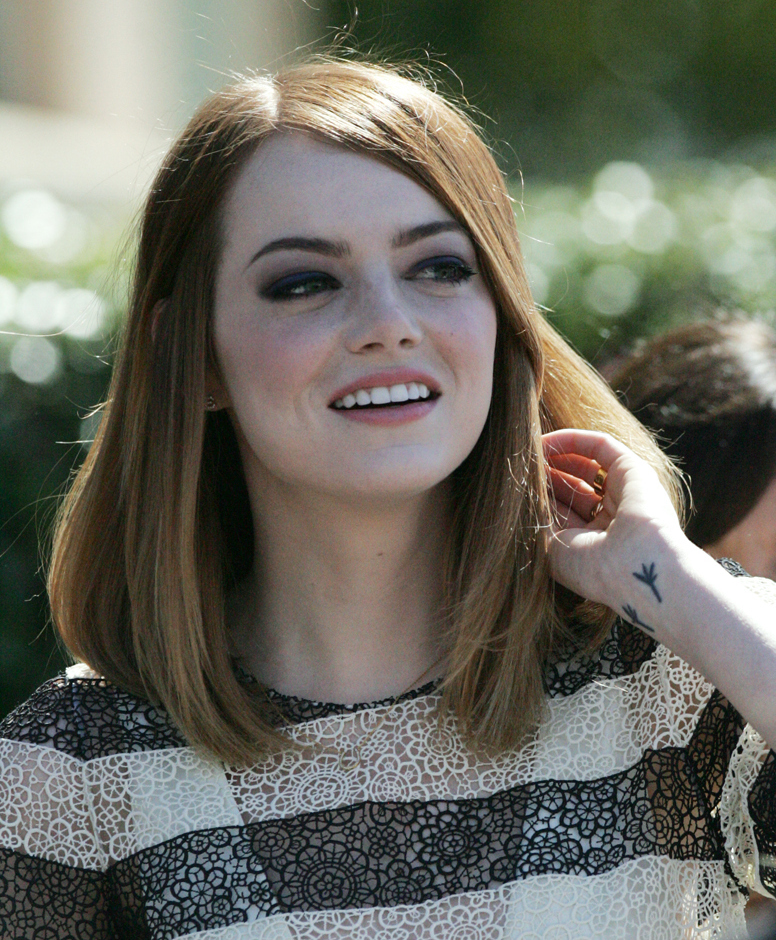
Emma Stone joue le rôle de Mia dans La La Land.

Un embouteillage monstre s'est formé sur un autopont de Los Angeles (Another Day of Sun). Mia Dolan (Emma Stone), une actrice débutante, répète un dialogue de film dans sa voiture. Lorsque Sebastian Wilder (Ryan Gosling) klaxonne derrière elle, elle lui répond par un doigt d'honneur.
Plus tard dans la journée, Mia quitte précipitamment son poste de barista à la cafétéria des studios Warner, à Hollywood. Elle court passer une audition qui se révèle très frustrante. Le soir, remotivée par ses trois colocataires, elle se rend avec elles à une fête organisée dans une villa de Hollywood Hills (Someone in the Crowd). En sortant, elle s'aperçoit que sa Toyota Prius a été emportée à la fourrière et se résout à rentrer à pied au hasard de la nuit.
Dans un restaurant où il est employé comme pianiste ambianceur, Sebastian se laisse aller à des improvisations de jazz au lieu de jouer les chants de Noël expressément listés par le propriétaire (J. K. Simmons). Entrée dans l'établissement pour mieux entendre un morceau qui l'interpelle, Mia semble transportée (Mia and Sebastian's Theme). Mais le patron interrompt Sebastian et le licencie sous ses yeux. Mia essaie d'aborder le jeune homme énervé pour le complimenter ; ce dernier la bouscule avant de quitter la salle.

### Printemps
Plusieurs mois plus tard, Mia croise à nouveau Sebastian à une pool party où celui-ci, peu investi, reprend avec un groupe des succès des années 1980. Elle se moque de lui et de sa carrière stagnante ; il réplique en ironisant sur ses aspirations d'actrice. Lorsqu'ils repartent ensemble chercher leurs voitures, ils se plaignent d'avoir eu à se recroiser, mais partagent bientôt une danse devant une vue de la ville (A Lovely Night).
Sebastian parvient à lui rendre visite à son café et devenus confidents, ils se font découvrir leurs centres d'intérêt respectifs : Mia lui fait part de la passion ancienne qu'elle éprouve pour les studios qu'ils visitent et plus généralement pour le cinéma ; il l'entraîne dans un club de jazz où il lui avoue son rêve d'ouvrir un jour son propre établissement. Ces moments scellent leur profonde amitié (City of Stars).
Sebastian invite alors Mia à une projection de La Fureur de vivre. Elle accepte, dans un premier temps, avant de se voir rappeler au dernier moment qu'elle a déjà un rendez-vous avec Greg, son petit ami. Le dîner avec Greg et ses proches se révélant ennuyeux, la jeune femme s'enfuit et court rejoindre Sebastian au cinéma, alors que la séance vient de commencer. Leur soirée s'achève par une nouvelle danse dans le planétarium de l'observatoire Griffith, aperçu dans le film qu'ils viennent de quitter (Planetarium). C'est là qu'ils s'embrassent pour la première fois.

### Été

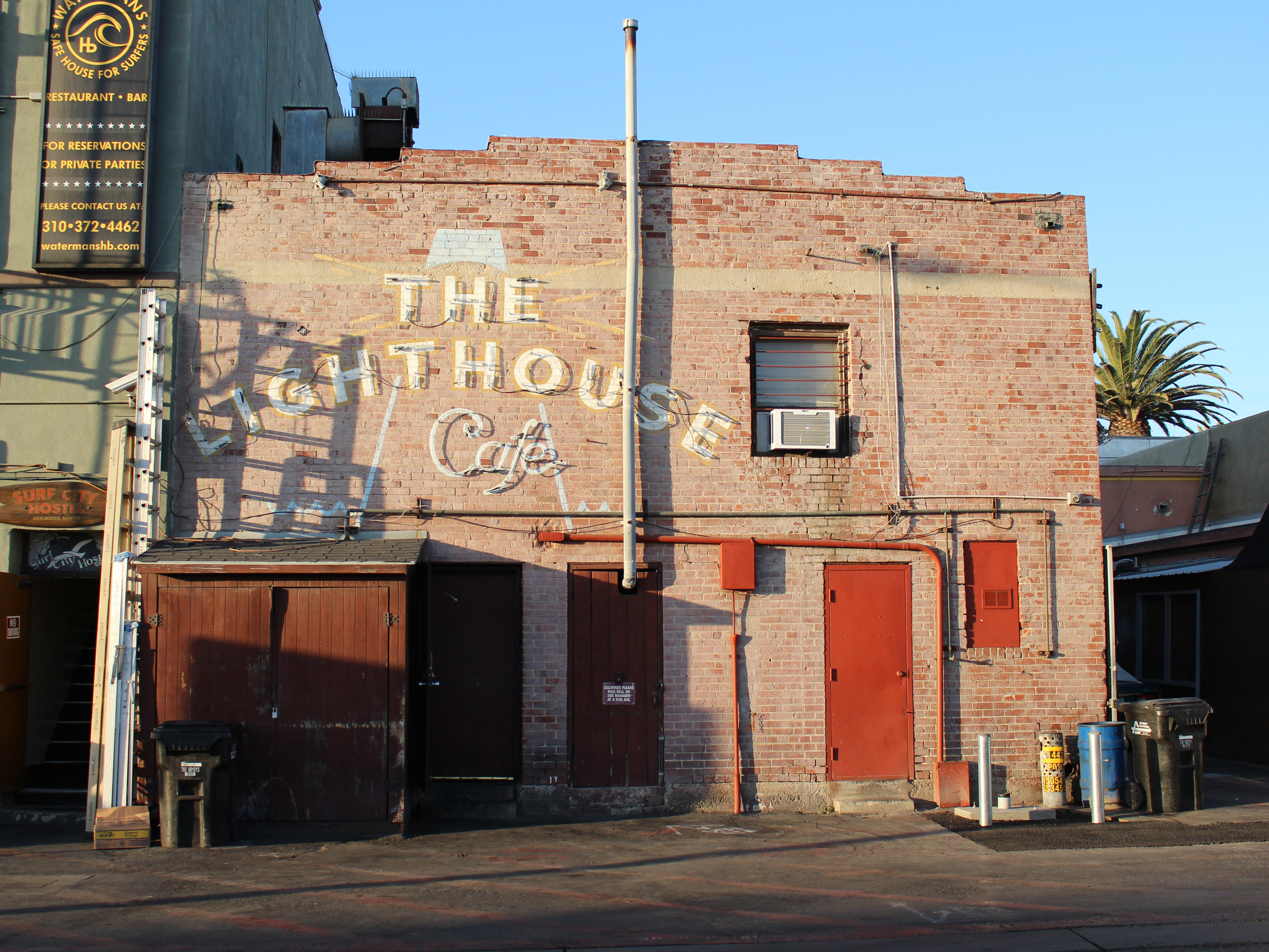
Le Lighthouse Cafe, à Hermosa Beach, club de jazz dans lequel Sebastian rencontre Keith.

Après de nouvelles auditions infructueuses, Mia, qui déprime, décide de suivre les conseils de Sebastian et se lance dans l'écriture d'un one-woman-show pour se faire connaître. Ils emménagent ensemble (Summer Montage). Keith (John Legend), un vieux camarade de Sebastian, lui a proposé de rejoindre son groupe de jazz-rock. Lui est réticent, mais Mia suggère que c'est peut-être une belle opportunité. Il accepte au vu de l'important salaire promis, mais découvre trop tard qu'il s'agit d'un groupe qui verse dans la pop.
Lorsque Mia assiste à un des concerts (Start a Fire), elle est très surprise de voir son compagnon se compromettre dans un genre qu'elle sait lui déplaire. Alors que Sebastian part en tournée avec son nouveau groupe, elle reste souvent seule à écrire et préparer son spectacle.

### Automne
Un soir, alors que Mia rentre chez eux, elle découvre Sebastian de retour pour une brève visite. D'abord heureuse, elle déchante lorsqu'il lui apprend que leur groupe connaît un franc succès et qu'elle comprend que la tournée risque de se prolonger longtemps — probablement plusieurs années. Il est navré d'avoir à effectuer cette longue tournée, mais reconnaît qu'elle lui rapporte enfin un revenu stable. Mia ne souhaite pas le voir partir à nouveau et lui suggère de démissionner. Sebastian lui fait remarquer que c'est elle, à l'origine, qui lui a conseillé de rejoindre le groupe. La discussion s'envenime : il affirme qu'elle l'aimait davantage quand il était un artiste désargenté. Vexée, Mia quitte l'appartement alors que le repas brûle dans le four.
Le soir de la première de son one-woman-show, Mia est terrassée, car non seulement Sebastian, qui avait promis de venir, est retenu par une séance photo avec son groupe, mais aussi parce que seule une dizaine de personnes assistent par ailleurs à sa représentation. En entendant des critiques négatives depuis sa loge, Mia craque et décide d'abandonner, de renoncer à être actrice et de retourner chez ses parents à Boulder City, dans le Nevada (Engagement Party).
Un jour, Sebastian reçoit un appel d'une directrice de casting qui a assisté au spectacle de Mia et a été fortement impressionnée ; elle souhaite la convier à une audition. Il retrouve le domicile des parents de Mia pour lui annoncer la bonne nouvelle mais, traumatisée par ses échecs, la jeune femme assure préférer ne pas y aller pour éviter une humiliation supplémentaire. Sebastian parvient finalement à la convaincre et l'y accompagne.
Les recruteurs présentent à Mia un projet de film centré sur l'actrice principale et qui sera tourné en France. Ils demandent ensuite à Mia d'improviser une histoire : elle commence en parlant puis finit par chanter les aventures vraies de sa tante disparue, une tante dont l'audace et les récits de voyage à Paris l'ont convaincue de devenir artiste (Audition/The Fools Who Dream). Certain que Mia a réussi son audition, Sebastian lui conseille d'avance d'accepter le tournage en Europe. Ils s'assurent alors qu'ils s'aimeront toujours, sans savoir de quoi le lendemain sera fait.

### Épilogue: Hiver, cinq ans plus tard
Mia a enfin rencontré le succès et la célébrité. Elle est mariée à un autre homme, avec qui elle a une petite fille. Un soir, pris dans un embouteillage, ils décident de dîner au restaurant avant de tester à tout hasard un club de jazz voisin, attirés par la musique. En entrant, elle remarque le logo du bar : Seb's ; il s'agit du logo qu'elle avait jadis crayonné pour Sebastian. Installée dans le public, elle aperçoit son ancien partenaire sur scène ; celui-ci la remarque et choisit de jouer la chanson qu'il interprétait lorsqu'ils s'étaient rencontrés (Epilogue).
Tout au long du morceau, une séquence onirique suggère ce qu'aurait pu être leur idylle si les choses s'étaient déroulées différemment. Sebastian aurait suivi Mia à Paris et c'est de lui qu'elle aurait eu un enfant ; mais un autre, sur la scène du même club, aurait joué à sa place.
À la fin de la prestation de Sebastian, dans la salle bien réelle, Mia, émue se lève et demande à son mari qu'ils rentrent à la maison. Puis, prête à franchir le seuil, elle se retourne, les yeux humides. Leur carrière accomplie, mais séparés l'un de l'autre finalement, les deux échangent un dernier sourire mélancolique.

## Fiche technique
Sauf indication contraire, les informations mentionnées dans cette section peuvent être confirmées par la base de données cinématographiques IMDb,  présente dans la section « Liens externes ».
- Titre original : La La Land
- Titre québécois : Pour l'amour d'Hollywood
- Réalisation et scénario : Damien Chazelle
- Musique : Justin Hurwitz
- Paroles : Pasek and Paul
- Chorégraphie : Mandy Moore
- Direction artistique : Austin Gorg
- Décors : David Wasco
- Costumes : Mary Zophres
- Photographie : Linus Sandgren
- Montage : Tom Cross
- Production : Fred Berger (en), Gary Gilbert, Jordan Horowitz et Marc Platt
  - Production déléguée : Michael Beugg, Mike Jackson, John Legend et Ty Stiklorius
- Sociétés de production : Black Label Media, Gilbert Films, Impostor Pictures et Marc Platt Productions
- Sociétés de distribution : Lionsgate (États-Unis), Entertainment One, (Canada), SND (France)
- Budget : 30 millions de dollars[2]
- Pays d'origine :  États-Unis
- Langue originale : anglais
- Format : couleur — 35 mm[3] - 2,55:1 (CinemaScope) - Dolby Atmos
- Genre : film musical, comédie dramatique
- Durée : 128 minutes
- Dates de sortie[4] : 
  - Italie : 31 août 2016 (Mostra de Venise)
  - États-Unis : 2 décembre 2016 (sortie limitée) ; 9 décembre 2016 (sortie nationale)
  - Canada : 9 décembre 2016
  - Suisse : 12 janvier 2017 (Suisse alémanique) ; 25 janvier 2017 (Suisse romande) ; 26 janvier 2017 (Suisse italienne)
  - France et Belgique : 25 janvier 2017

## Distribution
- Ryan Gosling (VF : Alexandre Gillet ; VQ : Guillaume Champoux) : Sebastian Wilder
- Emma Stone (VF : Élisabeth Ventura ; VQ : Catherine Brunet) : Mia Dolan
- John Legend (VF : Diouc Koma) : Keith
- J. K. Simmons (VF : Philippe Catoire ; VQ : Pierre Chagnon) : Bill
- Callie Hernandez (VF : Caroline Cadrieu ; VQ : Kim Jalabert) : Tracy
- Jessica Rothe (VF : Juliette Aver ; VQ : Rachel Graton) : Alexis
- Sonoya Mizuno (VF : Alix Schmidt ; VQ : Émilie Josset) : Caitlin
- Rosemarie DeWitt (VF : Julie Dumas ; VQ : Isabelle Leyrolles) : Laura, la sœur de Sebastian
- Jason Fuchs (VF : Julien Bouanich ; VQ : Gabriel Lessard) : Carlo
- Anna Chazelle : Sarah
- Terry Walters : Linda
- Finn Wittrock (VF : Fabrice Trojani ; VQ : Martin Watier) : Greg
- Josh Pence (VF : Romain Altché ; VQ : Maël Davan-Soulas) : Josh
- Miles Anderson (VF : Patrice Dozier) : Alistar, le photographe
- Valarie Rae Miller : Amy Brandt
- Tom Everett Scott (VF : Gary Thierry) : David
- Meagen Fay : la mère de Mia

 Source et légende : version française (VF) sur RS Doublage ; version québécoise (VQ) sur Doublage.qc.ca

## Production

### Projet et financement

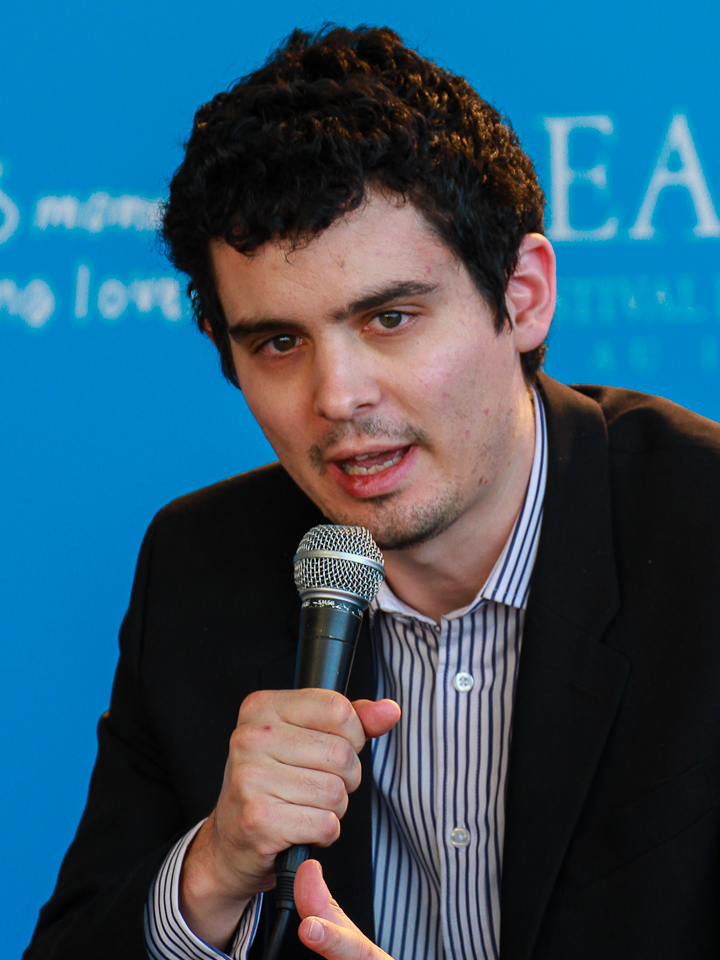
Le réalisateur Damien Chazelle au Festival du cinéma américain de Deauville en septembre 2014.

Damien Chazelle, en raison de sa formation de batteur de jazz, affirme avoir une prédilection pour les films musicaux. En 2009, il réalise un film de fin d'études sur un musicien de jazz à Boston, Guy and Madeline on a Park Bench,. Ce film à petit budget (60 000 dollars seulement) connaît un franc succès critique dans plusieurs festivals, dont celui de Tribeca. Courant 2010, il écrit le scénario de La La Land, dans une période de sa vie où l'industrie du cinéma lui semble hors de portée. Son ambition est alors de « reprendre les éléments des comédies musicales de l'âge d'or, mais les ancrer dans la vie réelle, où tout ne se passe pas toujours comme prévu »,. Il souhaite également rendre hommage aux personnes travaillant dans l'industrie du spectacle, venues à Los Angeles dans l'espoir de réaliser leurs rêves de succès.
Il commence à travailler sur le film alors qu'il étudie à l'université Harvard avec son meilleur ami et colocataire, Justin Hurwitz, qui compose quant à lui la bande originale du film. Peu après avoir achevé leurs études, ils déménagent tous deux à Los Angeles en 2010 et continuent à travailler sur le scénario du film en modifiant quelques éléments du récit ; par exemple, l'action se situe désormais à Hollywood et non plus à Boston.
Chazelle peine à trouver des financements : les studios sont réticents à l'idée de produire un film musical contemporain ne comprenant que des chansons originales, non connues du public au préalable. En outre, il s'agit d'un film musical de jazz, un genre que The Hollywood Reporter a qualifié de « définitivement éteint », et Justin Hurwitz et lui sont alors jeunes et inconnus,,. Des amis finissent par lui présenter deux producteurs, Fred Berger et Jordan Horowitz, qui transmettent le scénario au studio Focus Features avec un budget nécessaire estimé à environ un million de dollars. Toutefois, celui-ci demande à Chazelle de modifier plusieurs éléments : faire du personnage principal un artiste de rock plutôt qu'un pianiste de jazz ; changer la scène d'ouverture, jugée beaucoup trop complexe à réaliser ; trouver une autre fin au film. Chazelle, peu disposé à faire de si gros sacrifices, décide d'abandonner La La Land et s'attelle à un nouveau projet.
Damien Chazelle décide alors d'écrire Whiplash, un film plus aisé à produire en raison de son budget de 3,3 millions de dollars. Après le succès critique du film lors de sa première en janvier 2014 au festival du film de Sundance, Damien Chazelle retrouve l'espoir de porter La La Land au grand écran. Un an plus tard, quand Whiplash obtient cinq nominations à la 87e cérémonie des Oscars, dont celle dans la catégorie du meilleur film, et près de cinquante millions de dollars de recettes dans le monde, Damien Chazelle et son projet commencent à attirer l'attention des studios. En 2015, soit cinq ans après l'écriture du scénario, Summit Entertainment et Black Label Media acceptent de participer au financement et d'en assurer la distribution. Patrick Wachsberger, du studio indépendant Lionsgate, convainc Damien Chazelle d'augmenter le budget de son film car les comédies musicales de qualité, selon lui, ne peuvent être réalisées avec un budget réduit.

### Distribution des rôles

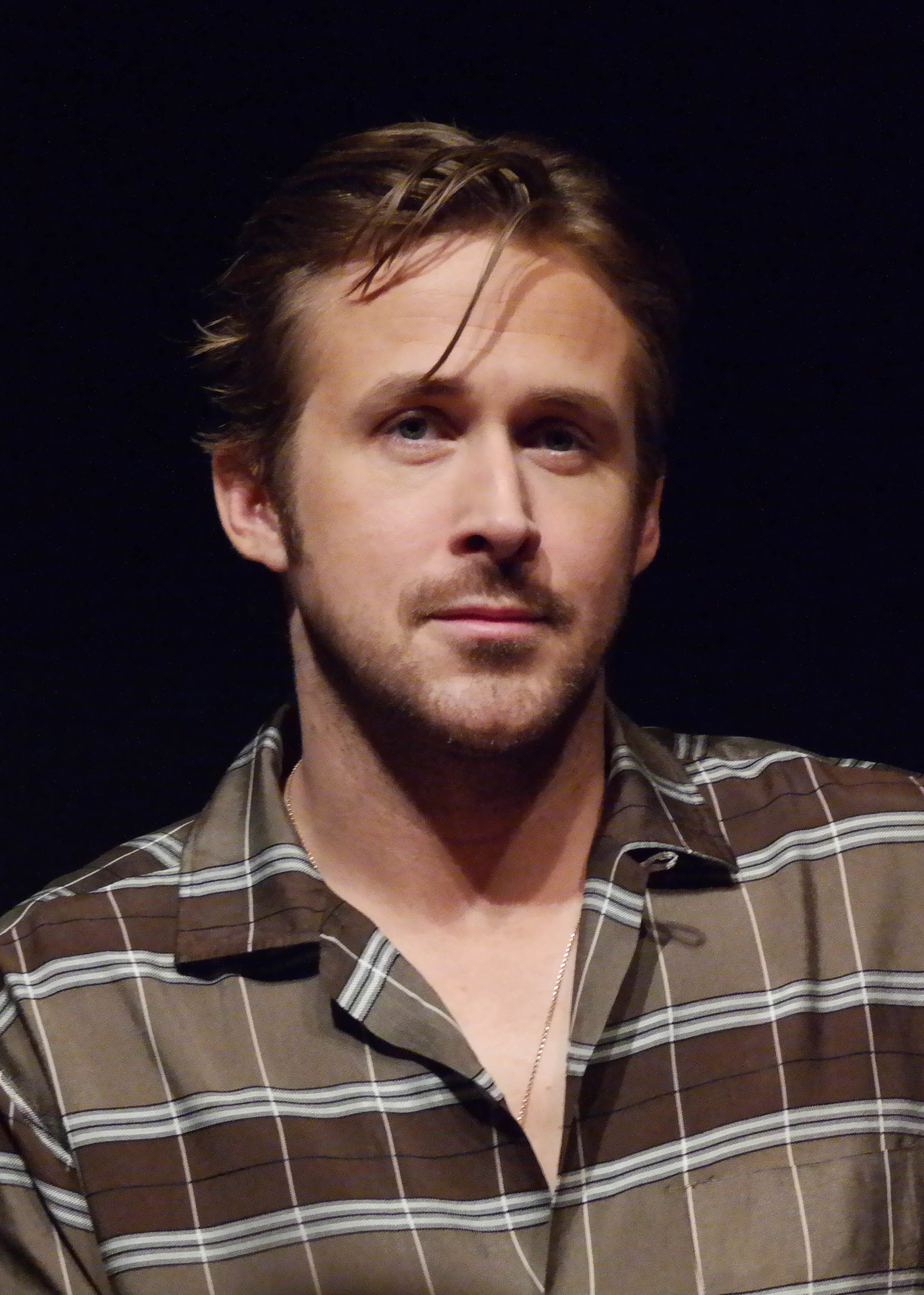
Ryan Gosling, ici en 2015, incarne Sebastian Wilder dans La La Land.

Initialement, Miles Teller et Emma Watson devaient tenir les rôles principaux du film. Emma Watson décline finalement le rôle afin de tourner La Belle et la Bête réalisé par Bill Condon. Miles Teller, quant à lui, quitte le projet en raison de désaccords contractuels. Lorsque Summit Entertainment accepte de financer le film, Damien Chazelle se tourne vers Emma Stone et Ryan Gosling pour les rôles principaux. Selon lui, « les deux se rapprochent le plus de l'image que l'on se fait d'un couple hollywoodien mythique », à la manière de Spencer Tracy et Katharine Hepburn, Fred Astaire et Ginger Rogers ou Myrna Loy et William Powell. La La Land marque leur troisième collaboration à l'écran.
Emma Stone rencontre Damien Chazelle en 2014, alors qu'elle fait ses débuts à Broadway dans la comédie musicale Cabaret. Justin Hurwitz et le réalisateur la voient jouer un soir où elle a la grippe,. Elle rencontre ensuite Chazelle en personne dans un diner de New York, où celui-ci lui fait part de son projet et de sa volonté de lui donner le rôle principal féminin. Elle affirme avoir accepté en raison de l'enthousiasme du réalisateur. Afin de préparer son interprétation, Emma Stone regarde les films musicaux qui servent d'inspiration à Chazelle, dont Les Parapluies de Cherbourg et les films réunissant Fred Astaire et Ginger Rogers.
Emma Stone a un intérêt personnel pour la danse et les comédies musicales, qu'elle aime depuis qu'elle a vu Les Misérables à l'âge de huit ans. Enfant, elle pratique le cheerleading et le ballet durant une année, et son expérience dans la comédie musicale Cabaret lui donne l'assurance nécessaire pour atteindre le niveau d'exigence des chorégraphies de La La Land. Par ailleurs, le récit se rapproche en partie de la vie d'Emma Stone, venue à Hollywood avec sa mère à l'âge de quinze ans dans l'espoir de faire carrière dans le cinéma. Certaines expériences vécues par Emma Stone à ses débuts, comme être renvoyée d'une audition après n'avoir prononcé qu'une seule phrase, sont intégrées dans le scénario.
Ryan Gosling rencontre quant à lui Damien Chazelle dans un bar près de chez lui, à Hollywood Hills, alors qu'il se prépare pour le tournage de The Big Short : Le Casse du siècle. Comme Emma Stone, Gosling est incité par Chazelle à utiliser les souvenirs de ses débuts en tant qu'acteur. Une expérience vécue par Gosling est attribuée au personnage de Mia, dans une scène où elle doit pleurer lors d'une audition tandis que la directrice de casting répond au téléphone et commande son repas de midi,. Pour les besoins du film, Ryan Gosling doit apprendre le piano. Il prend des leçons et passe alors trois mois à s'entraîner pendant 3 à 4 heures par jour.
Le reste de la distribution est annoncé peu à peu, entre juillet et août 2015. Sonoya Mizuno, Jessica Rothe et Callie Hernandez sont choisies pour interpréter les colocataires d'Emma Stone, tandis que Meagen Fay joue sa mère,. J. K. Simmons, qui tient un rôle important dans le film précédent de Chazelle, est déjà sollicité pendant le tournage de Whiplash. Chazelle lui laisse le choix entre deux petits rôles : un patron de bar qui déteste le jazz ou le père de Mia. Il finit par choisir le premier, en contraste avec son rôle de professeur de jazz dans Whiplash. Rosemarie DeWitt est engagée pour jouer la sœur de Sebastian et le chanteur de soul John Legend, également producteur exécutif du film, interprète le rôle d'un musicien de jazz qui se lance dans la musique pop. Enfin, Jason Fuchs et Finn Wittrock sont annoncés pour des seconds rôles.

### Tournage

#### Inspiration

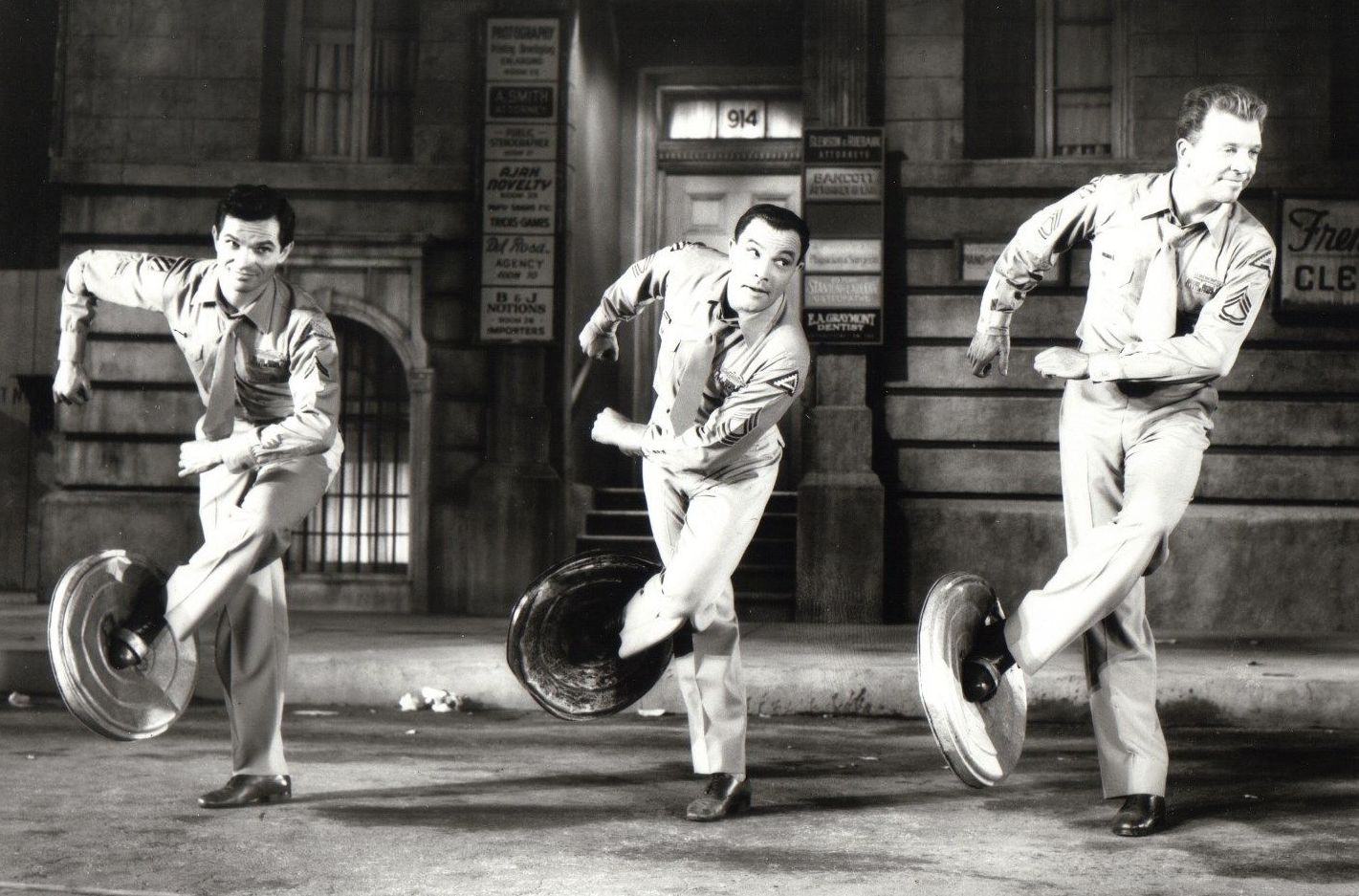
Une scène de danse de Beau fixe sur New York, avec Gene Kelly (au centre). Damien Chazelle a cherché à imiter fidèlement le format CinemaScope des années 1950.

Afin de stimuler la créativité de l'équipe et des acteurs, Damien Chazelle organise des projections de films qui l'ont inspiré chaque vendredi soir sur le plateau, dont Les Parapluies de Cherbourg, Chantons sous la pluie, Le Danseur du dessus et Boogie Nights.
Pour retrouver l'esprit de ces films, Chazelle souhaite que les numéros musicaux du film soient filmés « de pied en cap » et en une seule prise, à l'image des films des années 1930 avec Ginger Rogers et Fred Astaire. Il veut également imiter l'apparence des films en format CinemaScope des années 1950, comme Beau fixe sur New York, qui présentent un ratio de 2,55:1 contre 2,39:1 actuellement, et il utilise ainsi un équipement Panavision en format large, le format CinemaScope d'époque n'étant plus disponible,.

#### Choix des lieux de tournage

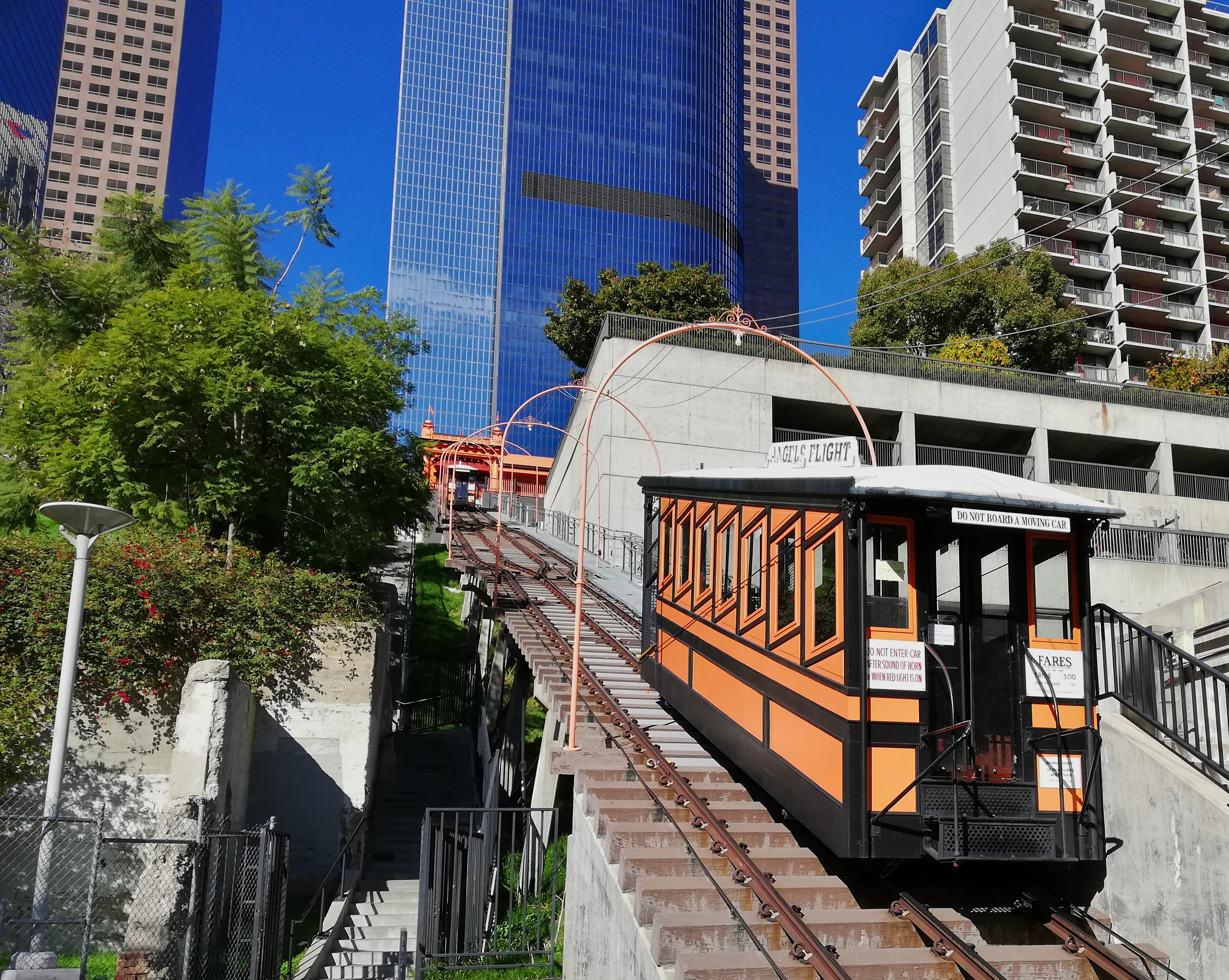
Le funiculaire Angels Flight, construit en 1901.

L'action du film étant située à Los Angeles, Damien Chazelle sélectionne plus de soixante lieux de tournage différents dans la ville. Il souhaite tourner dans des endroits du Los Angeles « historique », à l'abandon voire démolis. Des scènes sont ainsi filmées dans des lieux mythiques de Hollywood comme le Château Marmont, des villas de Hollywood Hills ou des studios de la Warner Bros., et d'autres dans des lieux touristiques tels que les Watts Towers, Hermosa Beach ou South Pasadena. Nombre de scènes n'ont nécessité qu'une seule prise.
Une scène se déroule également dans le funiculaire d'Angels Flight, construit en 1901. Bien qu'il ait fermé à la suite d'un déraillement entre 2013 et août 2017, l'équipe du film obtient l'autorisation d'y tourner une scène durant une journée.
Le tournage débute officiellement le 10 août 2015 et dure quarante jours, jusqu'à la mi-septembre,.

#### Musique et danse
Afin d'interpréter les six chansons où leurs personnages interviennent, Emma Stone et Ryan Gosling ont suivi des cours de danse et de chant.
En décembre 2014, alors que le casting n'est pas encore bouclé, Marius de Vries travaille déjà sur une identité musicale pour le personnage de Sebastian. Il consulte alors le pianiste Randy Kerber (en), membre de l'orchestre qui enregistre la bande-son, pour décider du niveau de virtuosité du personnage. Lorsqu'il est choisi pour le rôle de Sebastian, Ryan Gosling est incapable de jouer du piano. Il doit alors suivre des cours et s'entraîner à jouer pendant trois mois avant le début du tournage. Damien Chazelle prévoit initialement une doublure pour les plans montrant les mains de Gosling en train de jouer, et il organise les scènes de façon à pouvoir couper entre les mains de la doublure et des gros plans de l'acteur. Au moment de filmer ces scènes, il s'avère finalement que Gosling a le niveau requis pour exécuter les morceaux de musique, ce qui permet au réalisateur de faire durer les plans plus longtemps et de filmer Gosling en entier pendant qu'il joue du piano.
Emma Stone et Ryan Gosling ont travaillé avec un vocaliste pour se préparer au chant. La musique du film étant déjà écrite et enregistrée, le tournage est adapté spécialement aux morceaux. Certaines musiques connaissent cependant des ajustements afin de parfaire les chorégraphies. Une grande partie du chant de la bande originale est effectuée en studio ; les acteurs chantent sur le plateau de tournage à trois occasions : pour le solo de Someone in the Crowd d'Emma Stone, le duo de City of Stars et le titre Audition,.
Les chorégraphies sont conçues par Mandy Moore, qui dit avoir voulu placer l'émotion avant la justesse technique dans les scènes de danse. Des répétitions ont eu lieu pendant trois à quatre mois à partir de mai 2015, dans des locaux du studio à Atwater Village (nord-est de Los Angeles). Les deux acteurs principaux, qui ne sont pas danseurs de comédie musicale, font de nombreuses erreurs de chorégraphie, notamment durant les numéros filmés en une seule prise. Néanmoins, Damien Chazelle se montre compréhensif envers leur manque d'expérience et valide certaines prises bien qu'il subsiste quelques erreurs.

#### Scène d'ouverture
La scène d'ouverture est la première à être tournée. Elle nécessite de bloquer l'accès à une portion d'un échangeur autoroutier permettant la connexion entre l'Interstate 105 et l'Interstate 110, qui conduit au centre-ville de Los Angeles. Une journée de répétition et deux jours de tournage sont nécessaires avec plus de cent danseurs mobilisés,. Alors que la scène doit être tournée au niveau du sol, Chazelle décide finalement de la filmer sur l'échangeur, à environ trente mètres de hauteur, afin de montrer l'étendue de la ville. Le chef décorateur David Wasco craint alors fortement qu'un danseur passe accidentellement par-dessus la rambarde de sécurité.

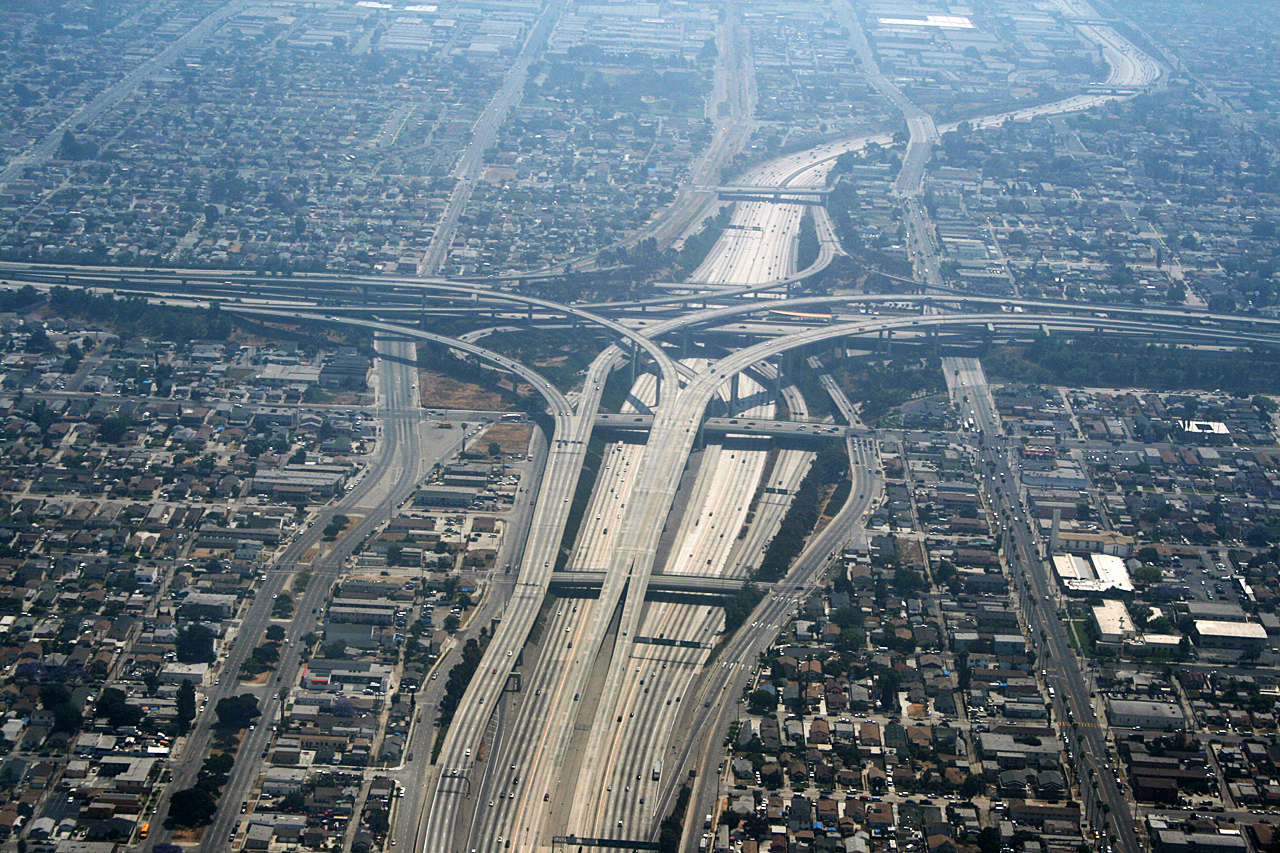
Le Judge Harry Pregerson Interchange, un échangeur autoroutier situé dans la banlieue de Los Angeles. Une de ses bretelles est utilisée pour tourner la scène d'ouverture.

Le réalisateur souhaite que la caméra passe de voiture en voiture, où le spectateur entend différents genres musicaux qui passent à la radio, dans le but de montrer l'animation des rues de Los Angeles. Il s'est pour cela inspiré des ouvertures de films tels que Taxi Driver ou Fenêtre sur cour, qui montrent des inconnus dans leurs appartements, mais il adapte la scène à Los Angeles en la situant dans des embouteillages. Par ailleurs, l'idée de faire débuter le film de la sorte est tirée de Aimez-moi ce soir, film de Rouben Mamoulian sorti en 1932 et qui « s'ouvre avec les sons du matin à Paris : il y a un cordonnier et un balayeur de rues ; ces sons s'accumulent de façon rythmique et se transforment en une chanson »,. La scène en elle-même est aussi inspirée du quotidien du réalisateur : « La scène vient du fait que je vis à Los Angeles et que je suis tout le temps dans les bouchons, à me demander si je veux me tirer une balle ou bien danser. Et on avait déjà vu la version où vous voulez vous flinguer dans Chute libre »,. Quant à la danse et la chorégraphie, elles sont inspirées des Demoiselles de Rochefort et des Sept Femmes de Barbe-Rousse.
Bien que la scène semble être un plan-séquence, elle est tournée en trois plans : le premier constitue les trois premières minutes, le deuxième quatre minutes et quarante-cinq secondes, et enfin le troisième dure jusqu'à la fin de la scène. Tandis que la scène finale a été tournée en steadicam, les deux premières prises ont été tournées avec des grues (Technocrane) afin de filmer entre les voitures avec aisance : « Nous avons beaucoup parlé de la manière exacte dont nous allions déplacer la caméra, mais en raison du fait qu'elle devait naviguer entre les voitures, nous devions utiliser des grues », affirme Chazelle,. Par ailleurs, des contraintes techniques étaient à prévoir. D'une part, des rafales de vent sur les grues menacent de blesser certains danseurs, et les chorégraphies rapprochent dangereusement les danseurs des bords de la route, ce qui impose de les modifier et de refaire plusieurs prises,. En outre, toutes les scènes doivent être tournées au même moment de la journée dans le but d'obtenir la même luminosité : « C'était un casse tête technique. Nous avons gardé l'idée du mouvement, mais on a dû à certains moments nous placer derrière les danseurs au lieu de devant. Pour le problème des ombres, nous avons divisé la scène en plusieurs prises, et masqué les coupures avec la technique de transition panoramique rapide [terme technique: whip pan]. Pour le spectateur, c'est l'illusion d'une seule prise, comme le souhaitait Damien Chazelle », affirme Linus Sandgren, chef opérateur du film,,.
Enfin, la scène nécessite l'autorisation de mobiliser la rampe d'accès à l'échangeur qui relie les autoroutes 105 et 110 de Los Angeles : « On l'a fermée un samedi et un dimanche d'août 2015 pour le tournage, mais une semaine avant, nous avons eu l'autorisation pour une partie du dimanche afin de faire des essais de costumes », déclare le réalisateur. Les répétitions des chorégraphies, supervisées par la chorégraphe Mandy Moore, ont lieu quant à elles sur plusieurs parkings de Los Angeles, pour essayer de retrouver la dimension de l'autoroute,,.

#### A Lovely Night

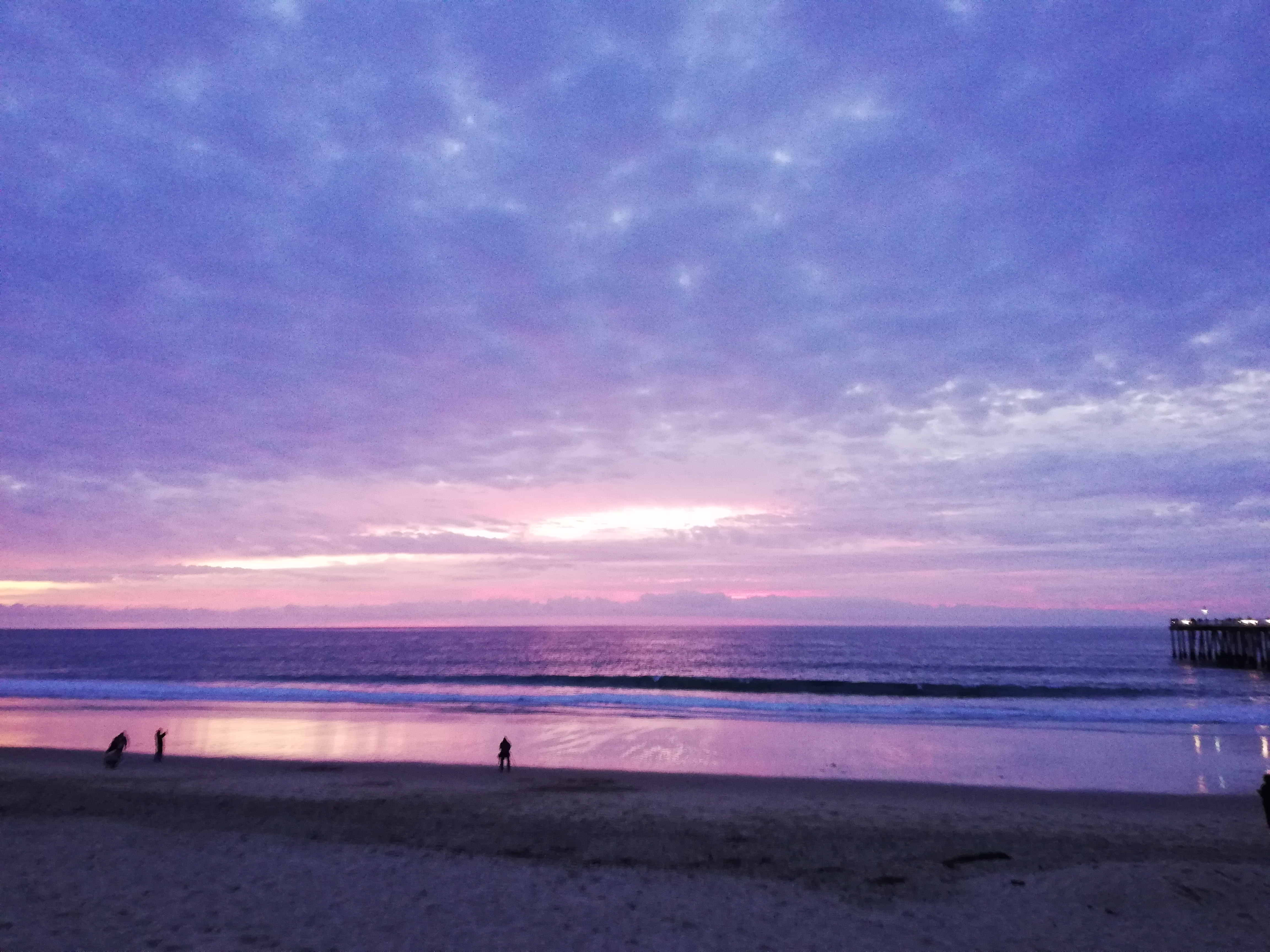
L'heure bleue à Hermosa Beach, Los Angeles.

La scène de danse de six minutes est tournée durant la brève durée de l'heure bleue, au coucher du soleil. Elle est délivrée en plan-séquence afin de donner une impression de réalisme. La scène nécessite l'usage d'une grue et est filmée après quatre prises, étalées sur deux jours. La courte période pendant laquelle le ciel donne les couleurs voulues fait que les acteurs doivent courir entre deux prises avant de recommencer et de reprendre un rythme calme. Lorsque Ryan Gosling et Emma Stone sont enfin parvenus à réussir la scène, « tout le monde a sauté de joie », selon les termes de cette dernière.

#### Planetarium

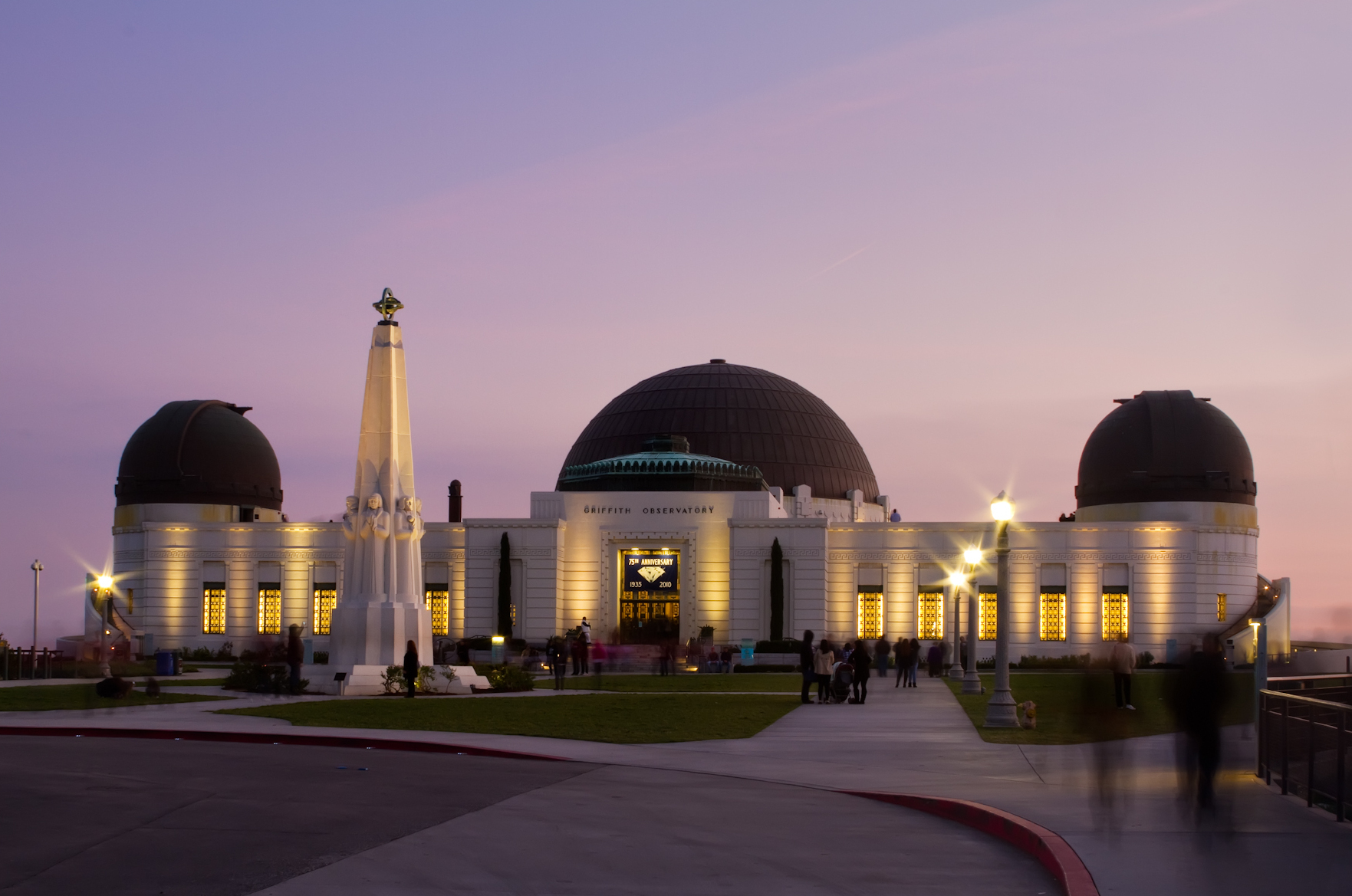
L'observatoire Griffith, situé sur les hauteurs de Hollywood, où se déroule la scène Planetarium.

La scène Planetarium est tournée en partie dans et autour de l'observatoire Griffith, sur le mont Hollywood. Elle s'inspire du film La Fureur de vivre, que les personnages principaux regardent durant la scène précédente et dont l'arrivée en voiture est recréée dans La La Land. Le planétarium ayant été modernisé, il est recréé en studio dans son style original et représente le plus grand décor artificiel du film. Son projecteur central est un vrai projecteur de planétarium datant des années 1950, loué au Planetarium Projector Museum à Big Bear Lake. Dans un effort pour minimiser l'utilisation d'effets spéciaux, l'élévation d'Emma Stone et Ryan Gosling dans le ciel est effectuée au moyen de câbles invisibles.

### Post-production
Chazelle passe environ un an à monter le film avec le chef monteur Tom Cross, leur objectif premier étant de parvenir à donner l'atmosphère voulue au film. La continuité de certaines scènes connaît des ajustements importants, amenant parfois à des faux-raccords laissés volontairement au profit du récit. À l'origine, une ouverture de trois minutes censée dévoiler Mia & Sebastian's Theme est prévue avant le numéro musical Another Day of Sun. Plusieurs essais sont alors conduits, et l'idée d'abandonner la scène de danse est même abordée. L'ouverture est finalement supprimée afin d'éviter de surcharger le début du film avec trop de musique ; Another Day of Sun est préférée, afin d'habituer les spectateurs à l'aspect comédie musicale du film.
L'ordre de la scène est cependant revu. Dans le script, le film débute avec un plan qui montre Ryan Gosling écoutant du piano dans un embouteillage, puis Emma Stone répétant un scénario, avant de montrer des gens écoutant de la musique dans leurs voitures. Un des producteurs du film Fred Berger convainc finalement Chazelle de faire débuter le film sur un plan du ciel bleu, qui doit être créé par ordinateur, avant de passer directement à la scène de danse de Another Day of Sun. Durant le montage du film, toutes les scènes musicales sont proposées à la suppression au moins une fois. La fin du film a également connu un léger ajustement : initialement, La La Land devait se terminer sur un plan de Mia et son mari partant en voiture vers le soleil levant, mais le réalisateur préfère finalement terminer sur le regard entre les deux personnages principaux, afin d'accentuer l'émotion finale.
Entre la sortie en festival et la sortie au cinéma, le nom de l'ex-femme de Damien Chazelle, Jasmine McGlade, est rajouté aux crédits finaux en tant que productrice exécutive, en raison de l'aide qu'elle a apportée durant l'écriture du film (la même mention existe pour le film précédent de Chazelle Whiplash).

### Bande originale

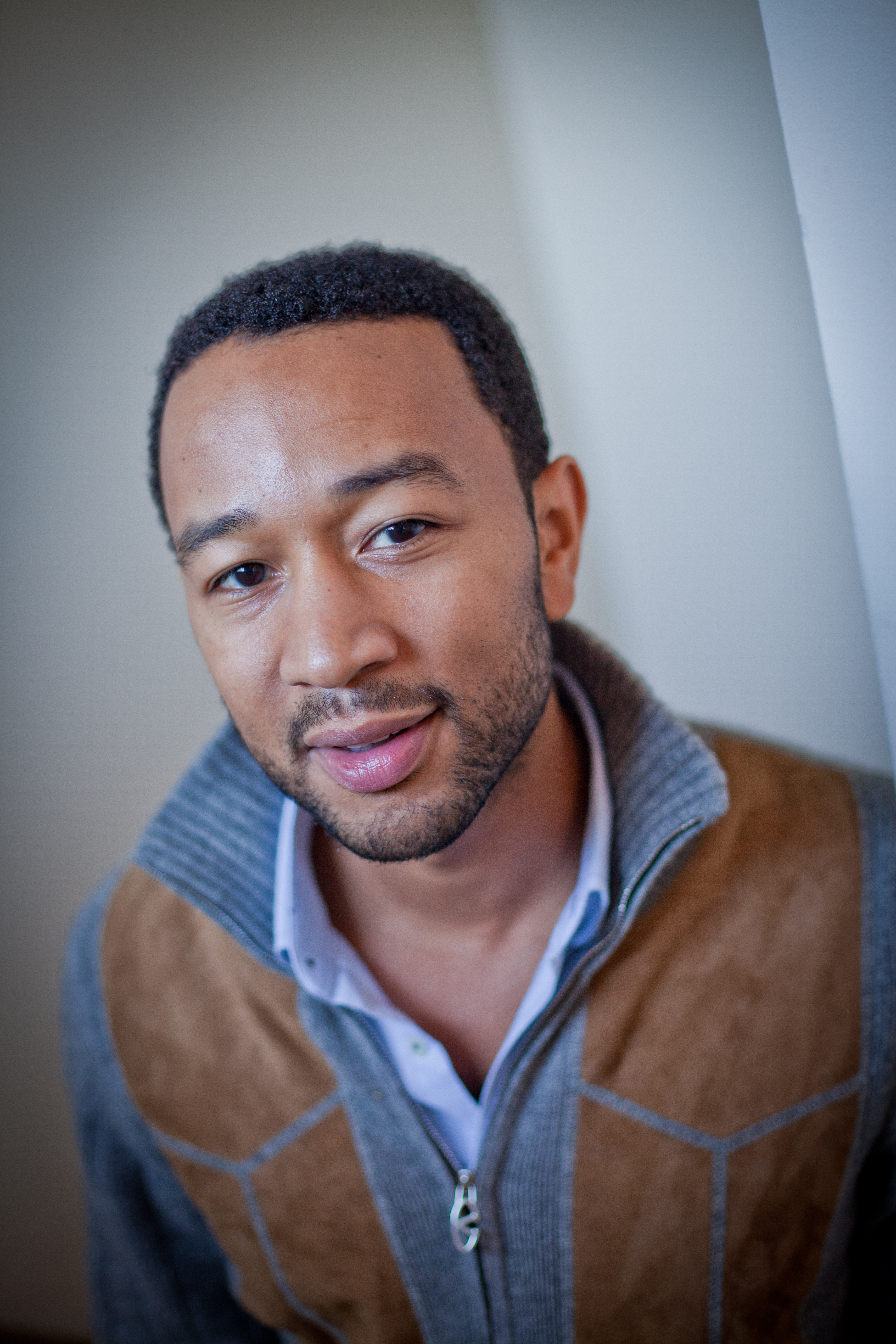
John Legend, qui joue le personnage de Keith dans le film, a également participé à l'écriture de la chanson Start a Fire.

Les chansons et la bande originale du film sont composées et orchestrées par Justin Hurwitz. Ce dernier a rencontré Damien Chazelle à Harvard et a déjà travaillé avec lui sur ses deux premiers films. Les paroles des chansons sont écrites par le duo de paroliers Pasek and Paul, à l'exception de Start a Fire, composée par John Legend, Hurwitz, Marius De Vries et Angélique Cinelu. L'album de la bande originale est sorti le 9 décembre 2016 aux États-Unis chez Interscope Records. Lors de la 89e cérémonie des Oscars, le compositeur Justin Hurwitz obtient deux récompenses : celles de la meilleure musique et de la meilleure chanson originale pour City of Stars.
La chanson d'ouverture Another Day of Sun est jouée par un ensemble musical et a pour but d’établir l'aspect comédie musicale de La La Land. La chanson a été composée en accords majeurs et mineurs afin de donner au rythme une sensation aigre-douce. Someone in the Crowd, qui commence dans la chambre de Mia et se termine à une cocktail party, est essentiellement joué par un ensemble. Le tempo change au milieu de la chanson alors que Mia, en solo, s'inquiète pour son avenir. Hurwitz a écrit cette chanson avec l'idée de passer d'un numéro de danse optimiste et rapide à une mélodie de piano émotionnelle et calme. Le spectacle de danse A Lovely Night rappelle les numéros traditionnels de Fred Astaire et Ginger Rogers avec des pas de danse et une chorégraphie typique. Mia et Sebastian tombent amoureux l'un de l'autre au cours de cette musique, et le rythme maniaque de l'air en témoigne.
City of Stars est chantée deux fois : d'abord par Sebastian sur une jetée, puis par Sebastian et Mia en duo dans leur appartement. La chanson apparaît à la fois pleine d'espoir et mélancolique, et elle effectue un va-et-vient entre le cadencement en majeur et le cadencement en mineur. L'inspiration pour la mélodie vient de « ces grands moments et […] ces moins grands moments dans la vie et à Los Angeles » selon Hurwitz. Start a Fire est la seule chanson du film au rythme pop et a nécessité un processus d'enregistrement très différent du reste de la bande son : « nous nous sommes installés dans un studio, avons essayé des trucs et chanté nos idées. […] Nous sommes restés assis dans la pièce jusqu'à ce que la chanson soit écrite », se rappelle Hurwitz. Dans le film, la chanson est interprétée par le groupe de Keith et marque un tournant dans le deuxième acte du film ; Sebastian abandonne ses idéaux de musicien pour gagner sa vie. La chanson d'audition de Mia, Audition (The Fools Who Dream), est une ballade au piano que Hurwitz a décrit comme « venant d'un endroit très pur […] plein d'émotions »,. Textuellement, la chanson parle d'une tante qui a courageusement suivi ses rêves. L'air instrumental de la chanson Epilogue relie les différents rythmes du film pour raconter une histoire alternative où Mia et Sebastian finissent ensemble, présentant ainsi une lueur d'espoir.
Dès sa sortie, le 20 janvier en France, la bande originale de La la land est une des meilleures ventes sur l'iTunes français. Aux États-Unis, l'album termine l'année 2017 à la 53e place des albums les plus vendus et occupe la 36e place au Royaume-Uni,. En France, Belgique et Suisse il se classe au maximum respectivement deuxième, quatrième et troisième dans les charts et est 32e des meilleures ventes de l'année en France. Il est certifié disque de platine en France, Pologne et Espagne et disque d'or en Grande-Bretagne et au Japon.

## Accueil

### Sortie au cinéma

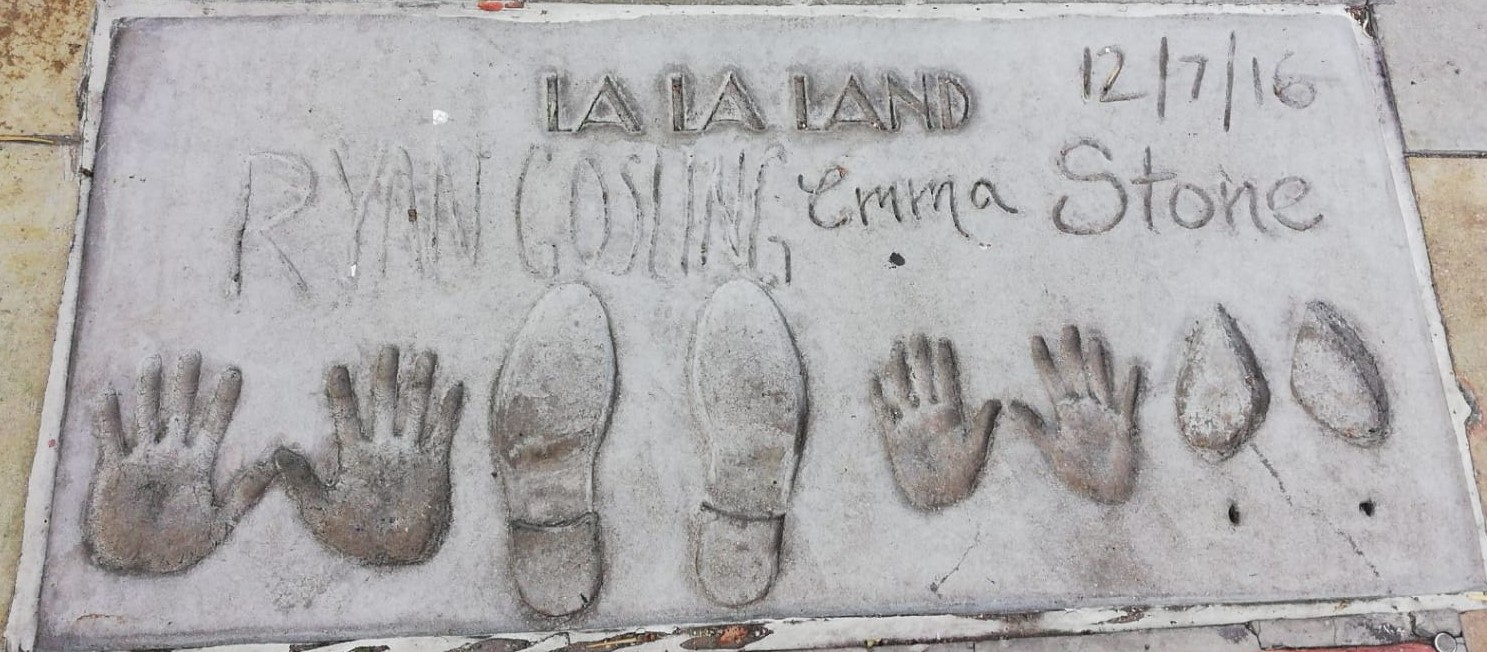
Empreintes des mains et chaussures d'Emma Stone et Ryan Gosling devant le Grauman's Chinese Theatre à Los Angeles.

La première mondiale de La La Land a lieu lors de la soirée d'ouverture du Festival international du film de Venise, le 31 août 2016. Le film est également projeté lors du Festival de Telluride, du Festival de Toronto en septembre 2016, et de l'AFI Fest en novembre 2016.
Initialement, la sortie du film était prévue le 15 juillet 2016, mais en mars, le distributeur annonce que le film connaitrait une sortie limitée le 2 décembre 2016 aux États-Unis, avant de sortir dans tout le pays le 16 décembre. Chazelle a affirmé avoir voulu changer la date de sortie car la date initiale ne correspondait pas au contexte du film, et qu'il souhaitait participer aux festivals d'automne. La sortie est à nouveau décalée jusqu'au 9 décembre, où Lionsgate diffuse le film dans cinq salles. Le distributeur étend la sortie à deux cents salles le 16 décembre, puis à toutes les salles américaines le 25 décembre. Le 13 janvier, le film sort dans certains cinémas IMAX.
La La Land sort le 22 décembre aux Pays-Bas, le 26 décembre en Australie et le 12 janvier 2017 au Royaume-Uni. Les sorties dans le reste du monde s'étalent au cours du mois de janvier 2017. Le film sort le mercredi 25 janvier 2017 en France, Belgique et Suisse romande.

### Accueil critique

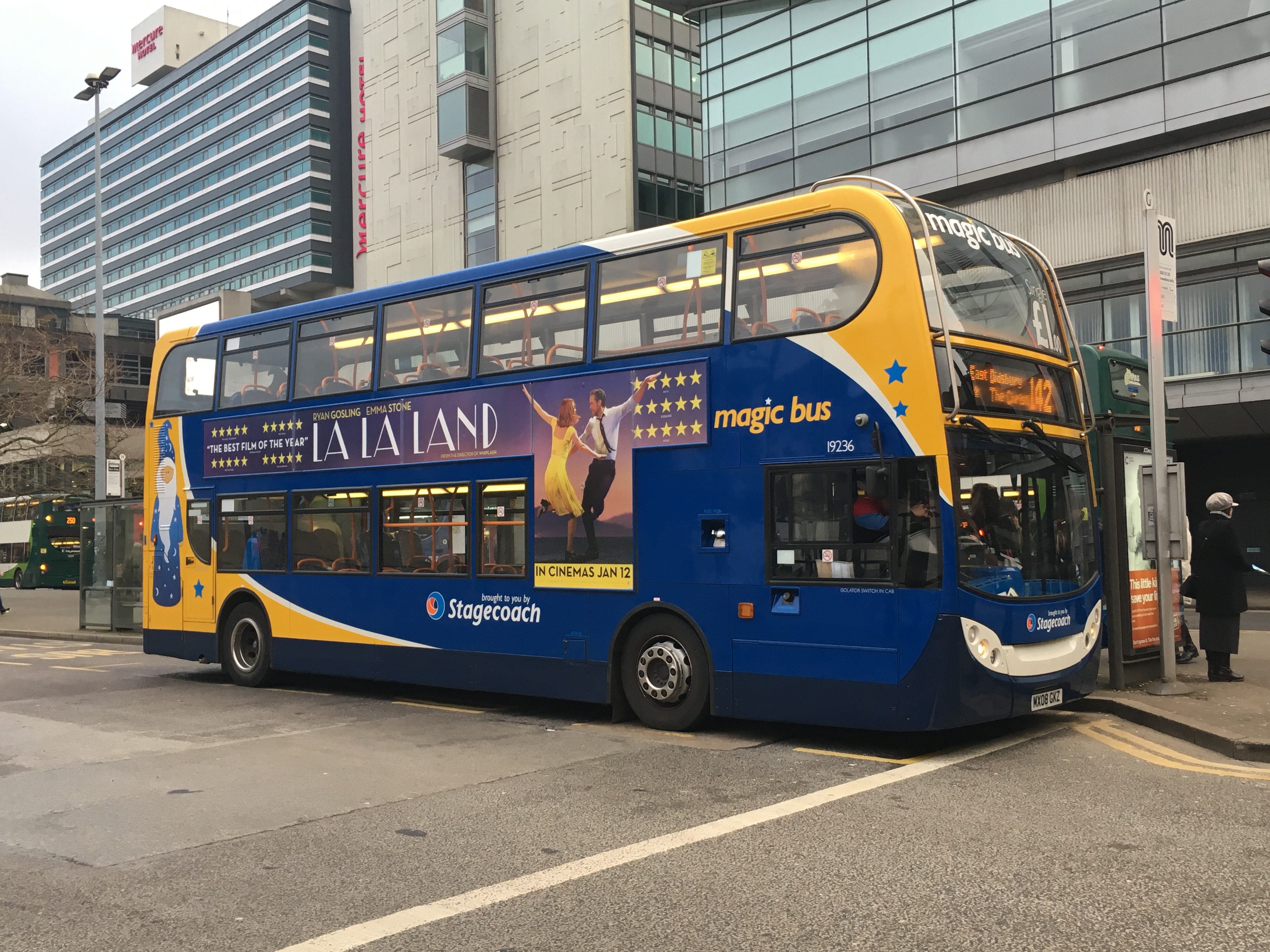
Publicité pour La La Land sur un bus de l'entreprise Stagecoach à Manchester.

Le film est très bien accueilli par la critique, qui salue le scénario, la réalisation, le jeu d'acteur, la musique et la complicité entre Gosling et Stone,,,. Dès la Mostra de Venise, le film a une réputation très flatteuse auprès de la critique internationale, étant même le meilleur film selon l'agrégateur de La Stampa. Sur le site Rotten Tomatoes, 91 % des critiques sont favorables sur la base de 441 soumissions avec une note moyenne de 8.63⁄10. Le résumé des critiques du site indique : « La La Land insuffle une nouvelle vie à un genre révolu avec une mise en scène assurée, des performances puissantes et un irrésistible excès de cœur »,. Sur Metacritic, le film obtient une moyenne de 94⁄100 basée sur 54 critiques et est classé en « acclamation universelle ». La La Land est respectivement le troisième et sixième meilleur film de 2016 sur les deux sites,. Selon un sondage de CinemaScore, l'audience du film lui donne la note de A- sur une échelle de A+ à F, tandis que le service de sondages PostTrak rapporte que les spectateurs ont aimé le film à 81 % et le recommandent à 93 %.

#### Dans la presse anglophone
Peter Travers du magazine Rolling Stone donne à La La Land quatre étoiles sur quatre, et le décrit comme « un miracle chaud » en complimentant ses numéros musicaux, particulièrement la scène d'introduction. À la fin de l'année, il fait de La La Land son film préféré de l'année. Michael Phillips du Chicago Tribune applaudit également la scène d'entrée, en déclarant que « les gens paieraient volontiers 20 dollars juste pour la revoir tout de suite ». Bien que moins enthousiaste à propos des talents de danseur de Gosling et de la section centrale du film, Phillips donne néanmoins quatre étoiles sur quatre, et nomme le film « le divertissement le plus sérieusement agréable de l'année »,. Anthony Oliver Scott du New York Times salue le film : « [il] réussit à la fois comme une fantaisie pétillante et une fable entêtée, une comédie romantique et un mélodrame de showbiz, une œuvre d'artifice sublime et d’authenticité touchante »,. Peter Bradshaw de The Guardian note le film cinq étoiles sur cinq, le décrivant comme un « chef-d'œuvre musical ensoleillé »,. Tom Charity de Sight & Sound déclare : « Chazelle a créé cette chose rare, une comédie véritablement romantique, ainsi qu'une rhapsodie en bleu, rouge, jaune et vert »,. En décembre 2016 dans The Boston Globe, Ty Burr a résumé la capacité du film à parler au public en déclarant : « …le film traite du bonheur doux-amer de chérir des choses qui disparaissent, comme l'avenir irréalisé imaginé dans le numéro de danse du climax, ou ces pistes de danse remplies d'encre et d'étoiles qui durent éternellement dans les vieux films, ou les comédies musicales hollywoodiennes elles-mêmes. Ou encore le jazz : Sebastian a un moment d'avance dans un bar lorsqu'il défend avec passion la musique qu'il aime. Il dit : « Le jazz dépérit. Et le monde dit : « Laisse-le mourir. Il a eu son heure. » Et bien, pas tant que je serai là. » Dans cette scène, il parle au nom du réalisateur. À la fin de La La Land, il parle pour nous tous »,.
Le film est critiqué par certains pour son traitement racial du jazz. Kelly Lawler de USA Today note que le personnage de Ryan Gosling est qualifié de « sauveur blanc » par certains critiques en raison de « sa quête pour sauver de l'extinction le jazz, un genre musical traditionnellement noir, étant apparemment la seule personne qui puisse atteindre un tel objectif »,. Le sentiment est partagé par Ruby Lott-Lavigna de Wired, Anna Silman de New York et Ira Madison III de MTV News. Rex Reed du New York Observer critique l'intention du film d'imiter les comédies musicales classiques de MGM : « le scénario à l'ancienne, de l'ambitieux scénariste-réalisateur Damien Chazelle, pue la naphtaline […] le film s'affaisse fortement au milieu, comme un matelas usé qui a besoin de nouveaux ressorts »,. Le South China Morning Post fait remarquer qu'outre son traitement racial du jazz, une grande partie des critiques du public portait sur le fait que le film était « un peu ennuyeux », que le chant et la danse des deux protagonistes n'étaient pas exceptionnels et que le personnage de Stone manquait de nuance, celui de Gosling étant parfois considéré comme insupportable.

#### En Europe
L'accueil critique en France est très positif : le site Allociné recense une moyenne des critiques de presse de 4,4⁄5. Guillaume Bonnet du magazine Première compare le film à un Mulholland Drive « sans nains ni cauchemars » qui propose « la légèreté et la gravité ensemble, la joie et la tristesse, la musique et le silence, les rires et les larmes » et « rêve et réalité, entremêlés et indissociables ». Il décrit également le final du film comme un « moment où le fantasque l'emporte », et donne au film la note maximale de cinq étoiles sur cinq. Pour Didier Péron de Libération, le talent de Chazelle « explose » dans La La Land : il va jusqu'à qualifier le réalisateur de « genre de surdoué qui a brûlé les étapes, semblant ne pas connaître les longues périodes d’errances et de doutes existentiels et artistiques sur soi-même ». Il souligne finalement la façon humaine qu'a le film d’aborder les sacrifices nécessaires à la réussite sociale,. Pour Jacky Goldberg du journal Les Inrockuptibles, Damien Chazelle raconte avec La La Land « la quête de [Los Angeles], et ce qu’il en coûte pour y poser le pied ». Il fait l'éloge du duo Gosling-Stone, qui selon lui « respirent la complicité tout en dégageant une forme de proximité et de simplicité qui pousse à l’identification », et il félicite Chazelle pour « non pas moderniser le genre mais plutôt en proposer une vision suffisamment fédératrice pour redorer son blason commercial » et « donner envie aux spectateurs de se (re)plonger [aux] classiques » dont le film s'inspire. Pour Mathieu Macheret en revanche, du journal Le Monde, Chazelle « se donne à travers [ses personnages] des allures de premier de la classe, récitant son classicisme sur le bout des doigts », notamment par « une culture qui vire au name dropping », et décrie le numéro de claquettes d'Emma Stone et Ryan Gosling comme « faiblard ». Il trouve tout de même du positif, notamment dans l'introduction du film, qui selon lui « réactive un sentiment d’euphorie et de bonheur que seule l’Amérique florissante des années 1950 s’était jusqu’alors montrée capable d’exprimer », et donne finalement la mention « à voir ».
Pour Julia Hackober du quotidien allemand Die Welt, La La Land n'est que partiellement romantique, malgré les nombreux éléments qui suggèrent le contraire. Selon elle, il est le miroir de la génération Y, pour qui les ambitions de carrière et les rêves du « grand amour » ne peuvent que rarement être réalisés en même temps. Hackober félicite ainsi Chazelle pour son courage de résister à la tentation du « happy end » typique des productions hollywoodiennes et également pour son réalisme : « il faut prendre des décisions dans la vie, c'est comme ça, on ne peut pas s'y soustraire, dans la vie privée comme dans le monde professionnel »,. Andreas Borcholte, du Spiegel, pense quant à lui qu'en signant La La Land, Chazelle « jette un sort durable à Hollywood ». Il remarque également que le film « fait dialoguer tradition et modernité », et dresse un parallèle entre les nombreux artistes aspirants de Los Angeles et ceux qu'on retrouve dans la scène d'introduction d’Another Day of Sun, qui « se tiennent sur une autoroute bouchonnée, chacun dans sa bulle, intoxiqués, non pas par le smog, mais par l'envie d'accéder aux feux de la rampe »,.
En Italie, Massimo Causo souligne une certaine continuité dans la filmographie de Damien Chazelle : « Il est question de musique, ou plutôt de musicalité : après la norme du temps [dans Whiplash], ici dans La La Land, c'est la norme du sentiment, le rythme que doivent suivre les deux rêveurs en lutte avec leurs ambitions. La forme est celle de la comédie musicale, comme voulue par Damien Chazelle, qui revient aux ballades et chansons récitées qu'il avait déjà tenté dans son premier long métrage, Guy and Madeline on a Park Bench, en 2009 ». Il se demande cependant s'il faut « y croire ou jouer le jeu », et finit par regretter : « Le talent est là, la façon de s'y prendre est pure, ce qui manque ici, c'est la capacité de chevaucher jusqu'au bout la dissension entre l'élan du rêve et l'ancrage de la réalité »,.

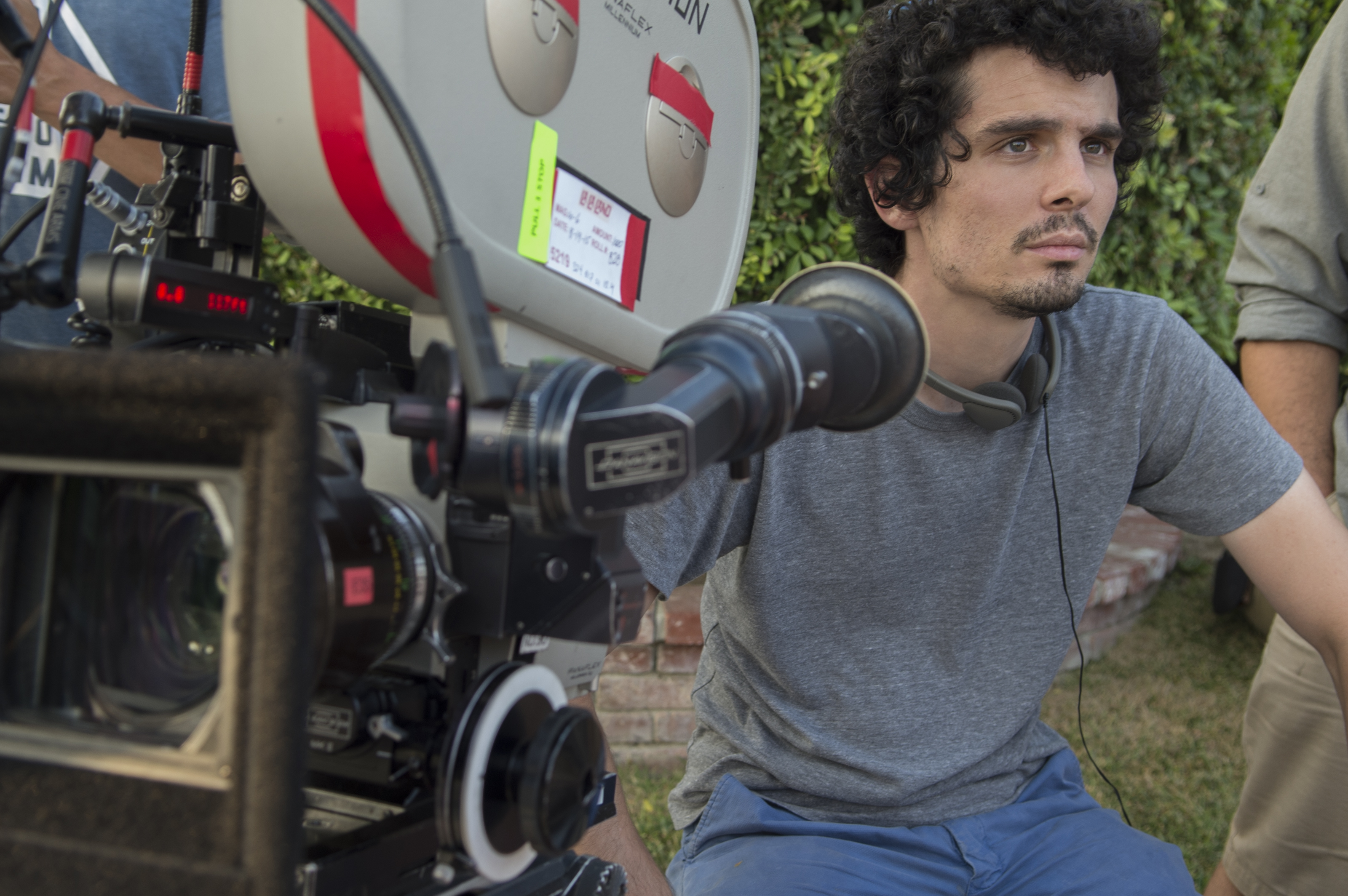
Le style directorial de Damien Chazelle est très critiqué par certains experts espagnols et portugais.

En Espagne, le directeur du festival international du film de Catalogne Ángel Sala porte un regard très amer sur le film : « La La Land est un succès parce que c'est un produit actuel, typique de notre époque hyper-moderne, capable de répondre aux besoins de ceux qui n'apprécient que l’indie mais aussi à ceux qui embrassent le mainstream plus traditionnel. Il joue à être le Chantons sous la pluie moderne qui expose les rêves brisés et reconstitués numériquement d'une génération millénaire qui se fraye un chemin dans le désert du Hollywood d'aujourd'hui, pour lesquels on ne brode même pas des visages aussi actuels que ceux d'Emma Stone et de Ryan Gosling. Mais Chazelle finit par mener son film à l'évidence, il rassemble des références qui ne sont ni reproductibles ni assumées, laissant un goût de déjà-vu, comme une mise à jour d'expériences plus satisfaisantes comme Coup de cœur de Coppola, Absolute Beginners de Julien Temple ou Tout le monde dit I love you de Woody Allen, sans oublier l'ode fastidieuse au déjà fatigant Jacques Demy. Aucune méthode, seulement des citations et un soulignement atonal dans un ensemble qui prétend être empathique à en devenir étrangement désagréable de par son obsession de plaire à tout le monde,. »
Enfin, au Portugal, la critique de João Lopes pour le journal Diário de Notícias est en opposition totale avec le film : « les limites d'exécution du film sont évidentes dès la scène d'ouverture […], Chazelle enregistre tout à travers une esthétique de téléphone portable dans laquelle l'agitation de la caméra a pour premier effet d'entraver la perception même de ce qui nous est présenté. De plus, même si cela peut paraître quelque peu ironique, il n'est pas facile de former un couple romantique (et musical) lorsque l'agilité dansante d'Emma Stone et de Ryan Gosling est très limitée et que tous deux, surtout lui, chantent de manière très appliquée, mais sans âme. La La Land est un produit très direct et, à sa manière, très authentique et sincère d'une nouvelle culture cinématographique construite à partir d'une vision fragmentée et éclatée des traditions mêmes qu'elle évoque et invoque ». Son collègue Rui Pedro Tendinha pense cependant le contraire, notant le film cinq étoiles sur cinq, appelant La La Land « un film au pays du cinéma », et saluant « un jeu émotionnel qui n'a pas été vu depuis longtemps »,.

#### Ailleurs dans le monde
Au Japon, le film est très bien reçu par plusieurs célébrités. Makoto Shinkai, qui déclare avoir passé un bon moment, décrit le film de la façon suivante : « Un homme et une femme en train de poursuivre leurs rêves, avec une confiance en soi, une arrogance et une anxiété saisissantes. Avec un amour unique. Les moments privilégiés de musique et de cinéma y sont nombreux ». L'actrice Mone Kamishiraishi dit avoir ressenti « les rêves, la réalité, les images et les sons » que le film propose de manière « éphémères, beaux et vivants ». Enfin le réalisateur Hitoshi Ōne déclare que La La Land était déjà selon lui le meilleur film de 2017, tandis que la réalisatrice Miwa Nishikawa fait l'éloge du film : « je me demande comment je pourrais écrire un tel scénario. J'étais tellement bouleversée par le film que j'avais envie de pleurer toute seule. Je pense que ce film est vraiment un opéra d'amour pour adultes, car il aborde de façon très précise les beautés et les pertes de la vie »,.
Au Brésil, Renato Hermsdorff de AdoroCinema qualifie La La Land de « renaissance de la comédie musicale », affirmant que « le montage dynamique se déroule sous un éclairage exagéré (presque au néon), au-delà du poétique »,. Diego Olivares de CartaCapital rend une critique mitigée du film : « La La Land a beau être vendu comme une déclaration passionnée à Hollywood et aux arts, qui font toujours partie des électeurs de l'Académie, mais son fond est amèrement cynique »,. Pour André Barcinski, écrivant pour UOL, « c'est un bon divertissement, un film heureux et beau, idéal pour être vu sur un grand écran, mais ce n'est tout simplement pas le chef-d'œuvre annoncé »,.
En Afrique du Sud, Leandra Engelbrecht de News24 donne au film la note de quatre sur cinq, saluant la prestation d'Emma Stone et Ryan Gosling, ainsi que celle de John Legend qui selon elle, « une plaisante surprise », « s'est acquitté de ce rôle avec une belle assurance »,.

### Avis des internautes
La La Land obtient un bon accueil public sur de nombreux sites webs dans le monde entier. Avec plus de 470 000 votes comptabilisés, IMDb propose une moyenne arithmétique de 7.9⁄10, tandis que la médiane atteint 8⁄10. Sur Rotten Tomatoes, plus de 71 000 votes se traduisent en une moyenne de 4.07⁄5, 81 % des votes s'élevant à plus de 3.5⁄5. En Chine, sur le site Douban, le film a une note moyenne de 8.4⁄10 issue de près de 600 000 votes. Enfin, les internautes du site russe KinoPoisk donnent une moyenne de 7.9⁄10 au film, basée sur près de 200 000 votes.

### Box-office
Le film a rapporté 151,1 millions de dollars aux États-Unis et Canada et 295 millions dans le reste du monde, portant le total à 446,1 millions, pour un budget de 30 millions. En prenant en compte toutes les dépenses et les revenus liés au film, le profit net de La La Land calculé par Deadline Hollywood se monte à 68,25 millions de dollars, ce qui le classe 18e film le plus profitable de 2016.
La La Land débute au cinéma dans cinq salles de Los Angeles et New York le 9 décembre 2016. Il rapporte 881 107 dollars durant sa première semaine d'exploitation, une moyenne de 176 221 dollars par cinéma, soit la meilleure moyenne de l'année,,. Lors de la deuxième semaine, la diffusion du film est étendue à 200 cinémas et rapporte 4,1 millions de dollars, se classant septième au box-office. Cela représente une amélioration de 366 % par rapport à la semaine précédente et un revenu par cinéma de 20 510 dollars. La semaine suivante, le film sort dans 534 salles de plus et rapporte 5,8 millions de dollars durant le week-end de Noël, dont 4 millions le 25 décembre. Le total pour la semaine s'élève à 9,2 millions, soit le huitième film au box-office. Le 6 janvier 2017, le week-end des Golden Globes, le total de cinémas diffusant le film passe à 1 515 et rapporte 10 millions de dollars sur l'ensemble du week-end, résultant à une cinquième place au box-office. Lors de sa sixième semaine d'exploitation, le film rapporte 16,9 millions de dollars à l'occasion du week-end de quatre jours dû au Martin Luther King Day et atteint le second rang au box office derrière Les Figures de l'ombre. Après l'annonce des quatorze nominations aux Oscars, la diffusion du film est étendue à 3 136 cinémas et rapporte 12,1 millions de dollars. La La Land rapporte 4,6 millions de dollar deux fois pour les deux semaines suivantes, puis 3 millions pour la semaine qui suit ses six victoires aux Oscars,.
Au total, le film est resté 20 semaines au cinéma aux États-Unis et au Canada et 23 semaines en France, où il a réalisé 2 746 019 entrées.
| Pays                | Recettes      |                  | Pays         | Recettes    |
| ------------------- | ------------- | ---------------- | ------------ | ----------- |
| Allemagne           | 15 678 033 $  |                  | Inde         | 1 244 945 $ |
| Argentine           | 2 468 814 $   | Israël           | 1 441 973 $  |             |
| Australie           | 14 930 852 $  | Italie           | 8 687 374 $  |             |
| Autriche            | 1 711 043 $   | Japon            | 38 116 791 $ |             |
| Belgique            | 3 389 982 $   | Mexique          | 4 325 816 $  |             |
| Brésil              | 7 483 641 $   | Norvège          | 2 324 310 $  |             |
| Chili               | 1 022 531 $   | Nouvelle-Zélande | 1 866 827 $  |             |
| Chine               | 35 916 658 $  | Pays-Bas         | 3 889 738 $  |             |
| Colombie            | 1 970 521 $   | Philippines      | 1 264 875 $  |             |
| Corée du Sud        | 25 825 197 $  | Pologne          | 3 649 490 $  |             |
| Danemark            | 2 784 473 $   | Portugal         | 1 711 125 $  |             |
| Émirats arabes unis | 1 413 461 $   | Royaume-Uni      | 37 418 325 $ |             |
| Espagne             | 14 914 091 $  | Russie           | 5 103 987 $  |             |
| États-Unis          | 151 101 803 $ | Singapour        | 1 325 403 $  |             |
| Finlande            | 3 013 636 $   | Suède            | 3 546 785 $  |             |
| France              | 19 815 123 $  | Suisse           | 4 285 112 $  |             |
| Grèce               | 1 456 391 $   | Taïwan           | 4 011 921 $  |             |
| Hong Kong           | 4 563 074 $   |                  | Turquie      | 1 217 770 $ |

### Sortie en vidéo
La La Land est sorti le 11 avril 2017 en édition numérique et le 25 avril en Blu-ray, DVD ou en une édition spéciale comprenant le Blu-Ray et l'édition 4K ou le DVD. Selon des estimations, aux États-Unis, le revenu des ventes de DVD s'élève à 5 444 190 dollars pour 370 782 unités vendues au 20 août 2017 tandis que 428 887 Blu-Ray ont rapporté 8 313 281 dollars au 11 juillet 2017. L'édition DVD contient un mini-documentaire sur Los Angeles et les hommages que le film lui rend, des interviews d'Emma Stone et Ryan Gosling, la possibilité d'écouter la bande originale et une version du film avec les commentaires de Damien Chazelle et Justin Hurwitz.

### Distinctions

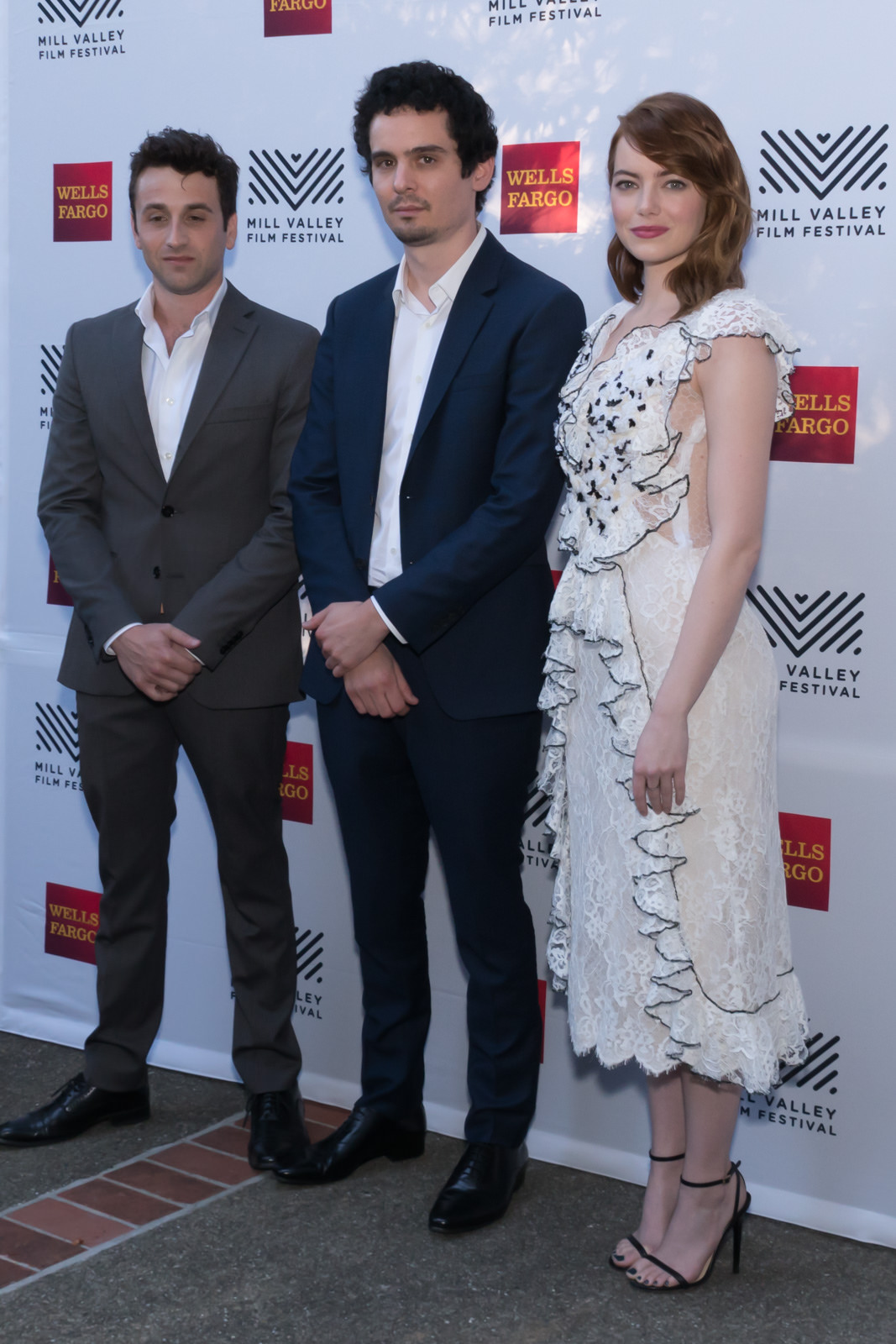
Le compositeur Justin Hurwitz, le réalisateur Damien Chazelle et l'actrice Emma Stone sont tous les trois vainqueurs lors des Oscars 2017.

La La Land est nommé dans onze catégories aux British Academy Film Awards de 2017, plus que tout autre film lors de cette édition. Le film remporte les catégories meilleur film, meilleur réalisateur, meilleure actrice pour Emma Stone, meilleure photographie et meilleure musique de film.
Lors des Golden Globes, La La Land est sélectionné le plus avec sept récompenses possibles. Le film remporte les sept catégories, battant le record de Golden Globes pour un seul film. Les récompenses sont : meilleur film musical ou comédie, meilleur réalisateur, meilleur acteur dans un film musical ou une comédie pour Ryan Gosling, meilleure actrice dans un film musical ou une comédie pour Emma Stone, meilleur scénario, meilleure chanson originale et meilleure musique de film pour City of Stars de Justin Hurwitz.
Pour les Oscars, La La Land est nommé à quatorze reprises, égalant le record codétenu par Ève (1950) et Titanic (1997). Le film remporte six Oscars : meilleur réalisateur, meilleure actrice pour Emma Stone, meilleure photographie, meilleurs décors, meilleure musique originale et meilleure chanson originale pour City of Stars.
La La Land est également récompensé dans d'autres festivals. Lors de la Mostra de Venise 2016 Emma Stone remporte la coupe Volpi de la meilleure interprétation féminine. Damien Chazelle reçoit le titre de meilleur réalisateur aux Boston Online Film Critics Association Awards de 2016. Ryan Gosling et Emma Stone remportent tous deux les récompenses dans les catégories respectives meilleur acteur et meilleure actrice aux Screen Actors Guild Awards 2017. La qualité du film est récompensée par plusieurs prix : People's Choice Award au festival international du film de Toronto 2016, meilleur film aux New York Film Critics Circle Awards, meilleur film aux Producers Guild of America Awards 2017 et meilleur film étranger au Globe de cristal 2018,,,.
Lors de la 89e cérémonie des Oscars, Faye Dunaway annonce par erreur la victoire de La La Land pour le titre de meilleur film, en lisant la carte ouverte par Warren Beatty. Il s'agit en fait d'un duplicata de la carte annonçant le prix de la meilleure actrice décerné à Emma Stone. L'équipe et la distribution de La La Land montent sur scène pour accepter le prix et il faut aux producteurs du gala plus de deux minutes et près de trois discours de remerciements pour réaliser et annoncer l'erreur. Le vrai vainqueur de la catégorie est le film Moonlight.
En mars 2017 La La Land se retrouve au centre d'un canular organisé à l'encontre de la Goldene Kamera, une cérémonie annuelle allemande récompensant des films et des séries. Deux comédiens allemands s’arrangent pour qu'un sosie de Ryan Gosling reçoive le prix du meilleur film international pour La La Land. L'incident fait du bruit dans les médias allemands, qui accusent les organisateurs de la cérémonie d'avoir créé le titre de meilleur film international pour la seule raison de faire venir Ryan Gosling dans leur émission. L'affaire a une part de responsabilité dans la suppression de la Goldene Kamera en 2019.

## Analyse

### Influences

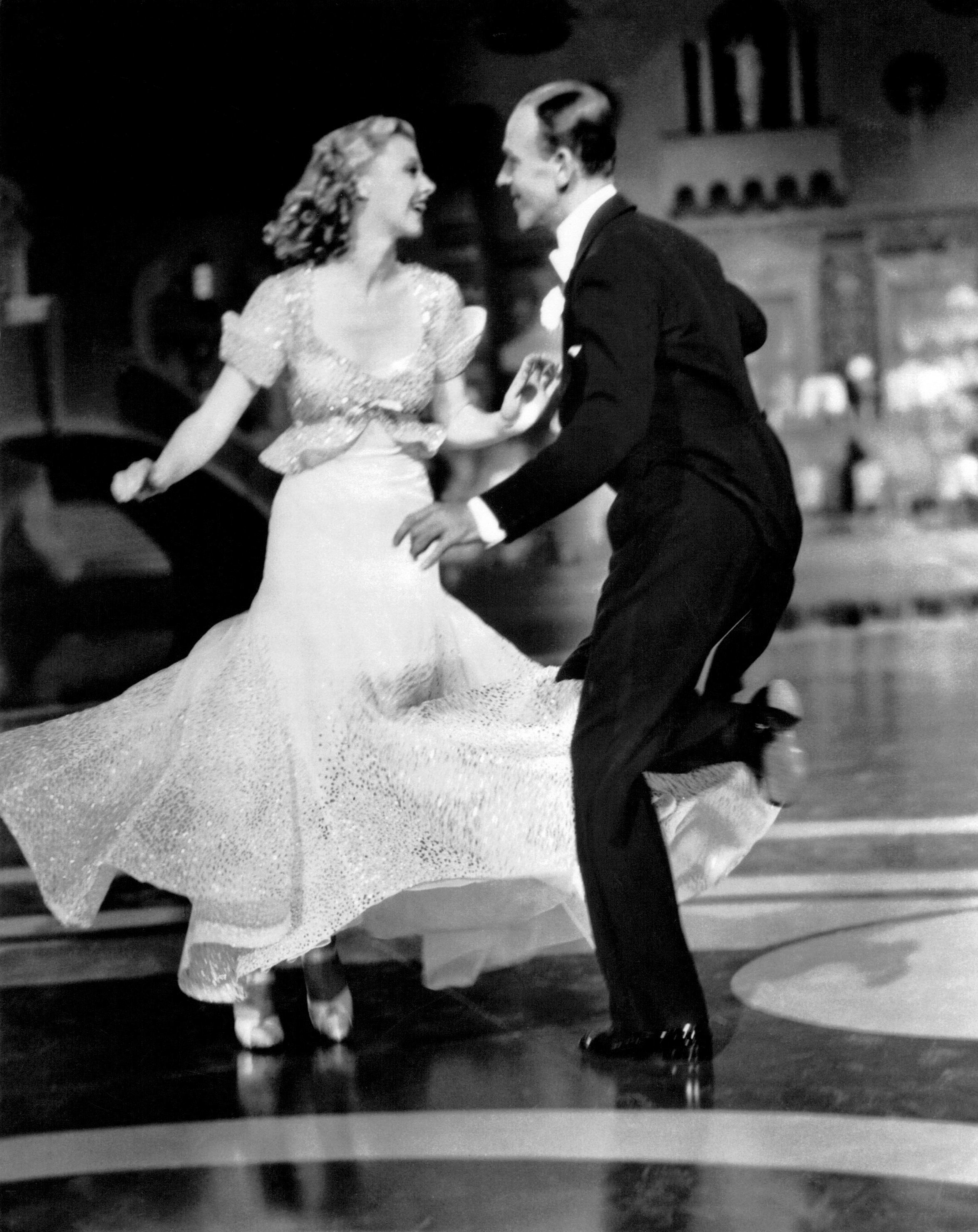
Ginger Rogers et Fred Astaire dans Le Danseur du dessus.

Alors que les comédies musicales du 21e siècle se sont diversifiées, La La Land revient directement sur les traces des classiques hollywoodiens de l'âge d'or. On retrouve certains principes fondamentaux de ceux-ci : la bande originale au style orienté vers le jazz, style phare des premières comédies musicales, et les chorégraphies qui incluent des claquettes, un style de danse devenu rare au cinéma. Le scénario, en se centrant particulièrement sur une histoire d'amour, reprend également des clichés de comédie musicale.
L'idée de tourner les scènes de danse vient tout particulièrement des comédies musicales figurant Fred Astaire et Ginger Rogers, et certaines scènes de La La Land sont des hommages directs aux deux acteurs. La scène A Lovely Night, durant laquelle les deux personnages prétendent de ne pas être amoureux l'un de l'autre, présente beaucoup de similarité avec la scène Isn’t It a Lovely Day (to be Caught in the Rain) du film Le Danseur du dessus, durant laquelle Astaire et Rogers font des claquettes et tombent inévitablement amoureux. Chazelle imite également une scène de Broadway qui danse durant l'épilogue, en faisant danser une valse à ses deux personnages principaux,. La façon de filmer cette valse a été inspirée par La Belle et la Bête et a été décrite par la chorégraphe du film comme étant « une vue d'oiseau sur le couple, tournoyant dans l'espace »,.
Chazelle s'inspire également de Chantons sous la pluie, notamment dans la façon dont Mia et Sebastian se rencontrent, qui rappelle la première rencontre de Gene Kelly et Debbie Reynolds dans le film coréalisé par Stanley Donen. La chorégraphie de A Lovely Night s'en inspire aussi légèrement lorsque Ryan Gosling glisse autour d'un lampadaire à la manière de Kelly. Lors de la scène d'épilogue encore une fois, la chorégraphie et le cadre de la scène sont presque identiques à ceux de la scène Broadway Melody de Chantons sous la pluie,.
Les décors utilisés pour recréer Paris rappellent ceux utilisés dans Un Américain à Paris, un autre film de Gene Kelly,. L'affiche principale de la comédie musicale du même nom présente aussi une similitude avec celle de La La Land : les deux représentent un homme et une femme, cette dernière en robe jaune, avec en fond un ciel étoilé. La division en chapitres suivant les saisons auxquelles se déroule l'action du film est un clin d'œil aux Parapluies de Cherbourg de Jacques Demy, qui est également référencé sur la porte d'un des plateaux de tournage marquée « Parapluies ». La photographie et l'ambiance du film sont d'ailleurs inspirées par Les Parapluies de Cherbourg et Les Demoiselles de Rochefort, de Demy également. Les Demoiselles a cependant eu un impact un peu plus grand sur La La Land notamment du fait qu'il comprend plus de danse et que sa bande originale est plus proche du jazz.
Chazelle déclare également s'inspirer de films muets des années 1920 consacrés à une ville, comme Manhatta (1921) ou L'Homme à la caméra (1929), qui montrent respectivement New York et plusieurs villes soviétiques.
Le chef décorateur David Wasco a créé plusieurs fausses affiches de classiques hollywoodiens, auxquelles Chazelle a parfois donné un nom ; l'une d'entre elles, censée être celle d'une comédie musicale des années 1930, porte le titre de son premier film, Guy and Madeline on a Park Bench.

### Symboliques
On retrouve dans La La Land plusieurs gimmicks ayant une certaine symbolique. Ainsi Damien Chazelle utilise-t-il la couleur pour conduire le récit. Au début du film, Mia vit dans un monde coloré, représenté par les robes de ses colocataires et le décor de son appartement ; par contraste, Sebastian s'habille et décore son appartement avec très peu de couleurs, préférant le noir et le blanc : lorsque Mia entre dans la vie de Sebastian, elle semble amener de la couleur dans son univers. L'aspect très coloré du film soutient également son aspect rêveur : le monde dans lequel les personnages évoluent semble similaire au nôtre, mais en plus vibrant. Enfin, lors de l'épilogue qui montre une histoire d'amour utopiste entre les deux personnages principaux, les couleurs sont encore plus exagérées, et on y retrouve même des aspects de cartoon avec des décors peints à la main et découpés dans du carton.
Damien Chazelle utilise également des projecteurs pour plusieurs scènes, ce qui permet de changer la perspective selon laquelle la scène est vue. Lorsque Mia voit Sebastian jouer du piano pour la première fois, la salle s'obscurcit et l'image nous présente alors sa vision du monde obnubilée par lui. Il en va de même durant le numéro musical de Someone in the Crowd, durant lequel elle se retrouve dans une salle de bain qui s'assombrit au moment où elle commence à chanter ; c'est un moment d'introspection durant lequel elle pense à sa carrière et à ce qu'elle va devenir. Linus Sandgren, directeur de la photographie de La La Land, a déclaré : « Nous allumons le projecteur sur eux [les acteurs], atténuons la lumière et d'un coup tout se passe entre nous, les spectateurs, et les personnages. La caméra était censée réagir émotionnellement, et engager le public avec une narration visuelle tout autant émotionnelle »,.

### Thèmes

#### Los Angeles
Dans sa volonté de rendre hommage à la ville de Los Angeles, Chazelle a choisi d'accentuer les éléments qui rendent la ville unique, tels que le trafic routier, l'étalement urbain et la texture du ciel, plutôt que de tenter de lui donner le potentiel poétique de Paris ou San Francisco.

« Los Angeles, plus que toute autre ville aux États-Unis, cache voire néglige sa propre histoire. Mais cela provoque quelque chose de magique, parce que c'est une ville qui se révèle petit à petit, comme un oignon qu'on épluche, si l'on prend le temps de l'explorer,. »

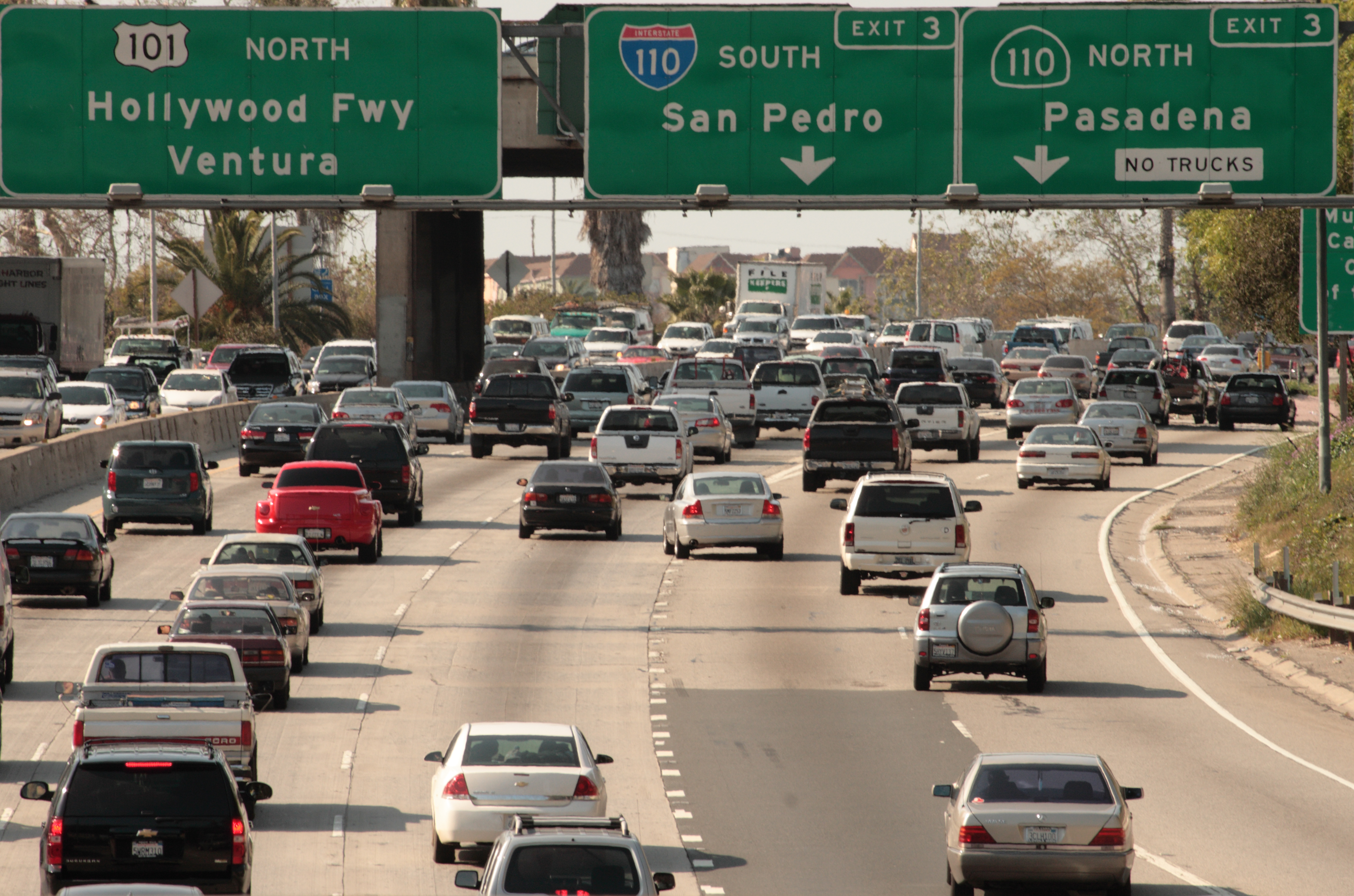
Un embouteillage à Los Angeles.

La La Land pose cependant un regard aseptisé sur Los Angeles ; il ne mentionne pas la pauvreté ni les sans-abris qui en affectent tous les quartiers (en 2015, la ville déclarait l'état d'urgence après avoir dénombré une hausse de 12 % des sans-abris depuis 2013). Les problèmes de trafic, bien qu'ils soient brièvement abordés dans la scène d'introduction du film, n'apparaissent guère et les personnages se déplacent avec facilité d'un bout à l'autre de la ville, ce qui contraste avec des études qui décrivent Los Angeles comme la ville la plus congestionnée des États-Unis,. Le titre fait ainsi directement référence au côté utopique du film puisque l'expression anglaise « la-la land » signifie « un état mental onirique détaché des dures réalités de la vie » et est également utilisé comme surnom de Los Angeles,,.
Cette représentation de la ville a séduit le public, puisque le film est à l'origine d'une hausse du tourisme à Los Angeles. En février 2017, lors d'un sondage, 64 % des personnes interrogées déclarent que le film leur a donné envie de visiter la ville, et les agences touristiques rapportent un nombre important de personnes demandant où certaines scènes du film se situent. Le site Discover Los Angeles, un organe chargé de promouvoir la ville, offre un catalogue complet des lieux notables du film. Le maire de la ville a d'ailleurs salué le film pour cela : « On ne peut pas avoir une meilleure brochure touristique que ce film ».

#### Rêves de reconnaissance

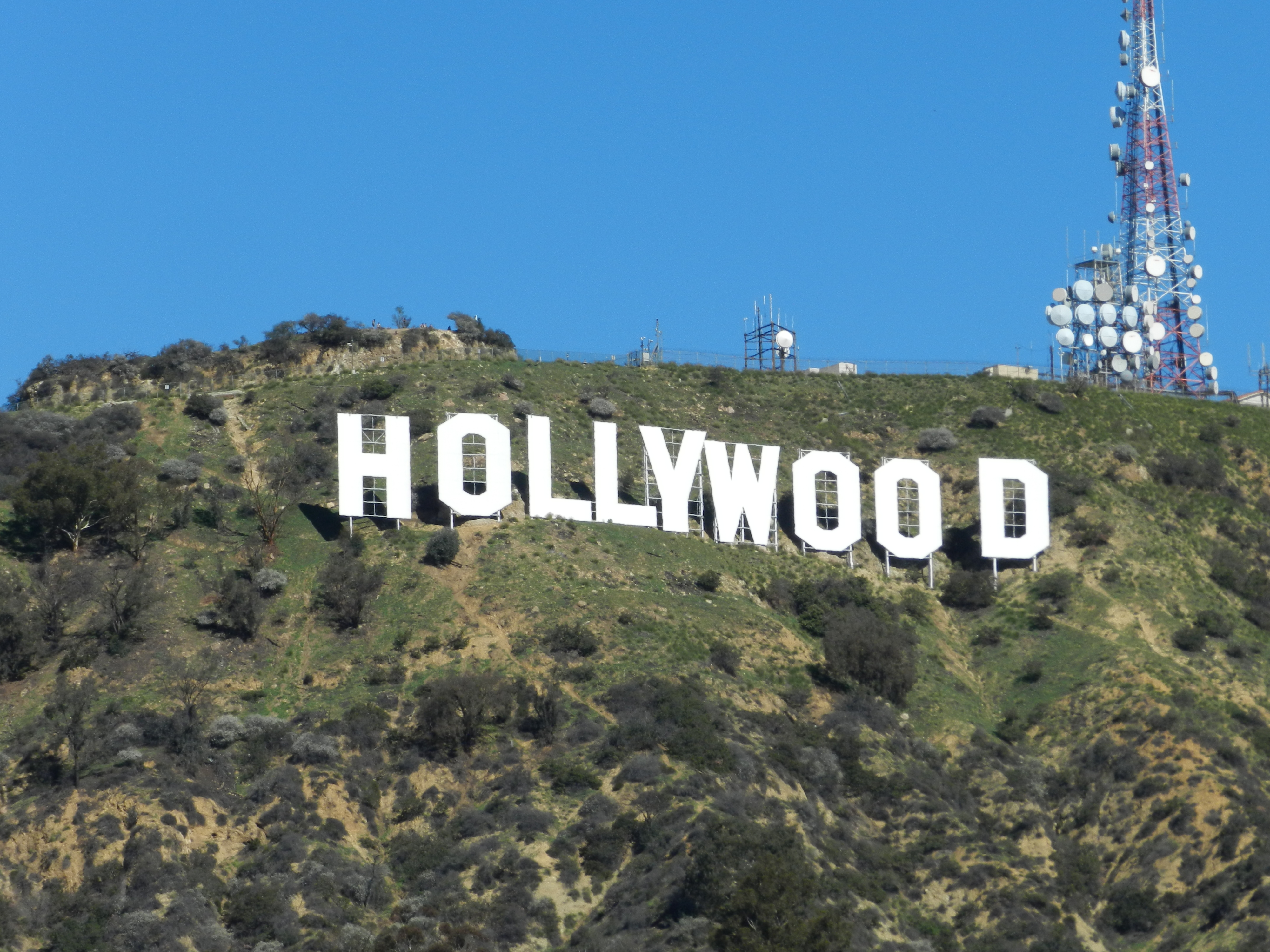
L'action du film se déroule en grande partie dans le quartier d'Hollywood.

Le film se focalise en grande partie sur les difficultés rencontrées par les jeunes artistes qui se rendent à Los Angeles en quête de reconnaissance. Ainsi, si l'origine de Sebastian n'est jamais vraiment précisée, Mia a emménagé ici comme beaucoup avant elle pour accomplir son rêve de devenir actrice. Les deux personnages sont amenés à travailler dans des endroits qu'ils n'apprécient pas ou peu afin de subvenir à leurs besoins : Sebastian joue dans un groupe de reprises et se voit forcé d'interpréter des chants de Noël dans un restaurant tandis que Mia est barista dans un café. Le monde du casting est également évoqué sans complaisance, certaines des scènes d'audition étant directement inspirées par des événements de la vie de Ryan Gosling et Emma Stone. Damien Chazelle puise aussi dans ses propres expériences avec Hollywood pour écrire le scénario,,.

#### Une histoire d'amour moderne
Si La La Land s'inspire beaucoup des comédies musicales hollywoodiennes du 20e siècle, il finit par s'en écarter vers la fin lorsque les deux protagonistes se séparent. Selon le producteur Fred Berger, l'idée que Mia et Sebastian finissent ensemble n'a jamais été dans le script, et il aurait même conclu un pacte avec Damien Chazelle et Justin Hurwitz pour que cela reste ainsi. Chazelle a justifié ce choix ainsi : « Beaucoup de choses peuvent se produire après le « ils vécurent heureux et eurent beaucoup d'enfants ». Mais lorsque deux personnes partagent un souvenir, il y a quelque chose de très pur et rien ne peut entacher ce souvenir. L'idée était de reprendre la vieille comédie musicale, mais en l'ancrant dans la vie réelle où les choses ne se passent pas toujours exactement comme prévu ». Fred Berger a également expliqué que Mia et Sebastian « avaient besoin l'un de l'autre pour arriver là où ils sont, et ils ont beaucoup bénéficié de s'être connus ». Enfin, selon Emma Stone, ce n'est pas nécessairement l'issue de la romance entre les deux personnages qui compte, mais « l'importance de chaque personne dans votre vie, peu importe où vous allez »,.

## Postérité

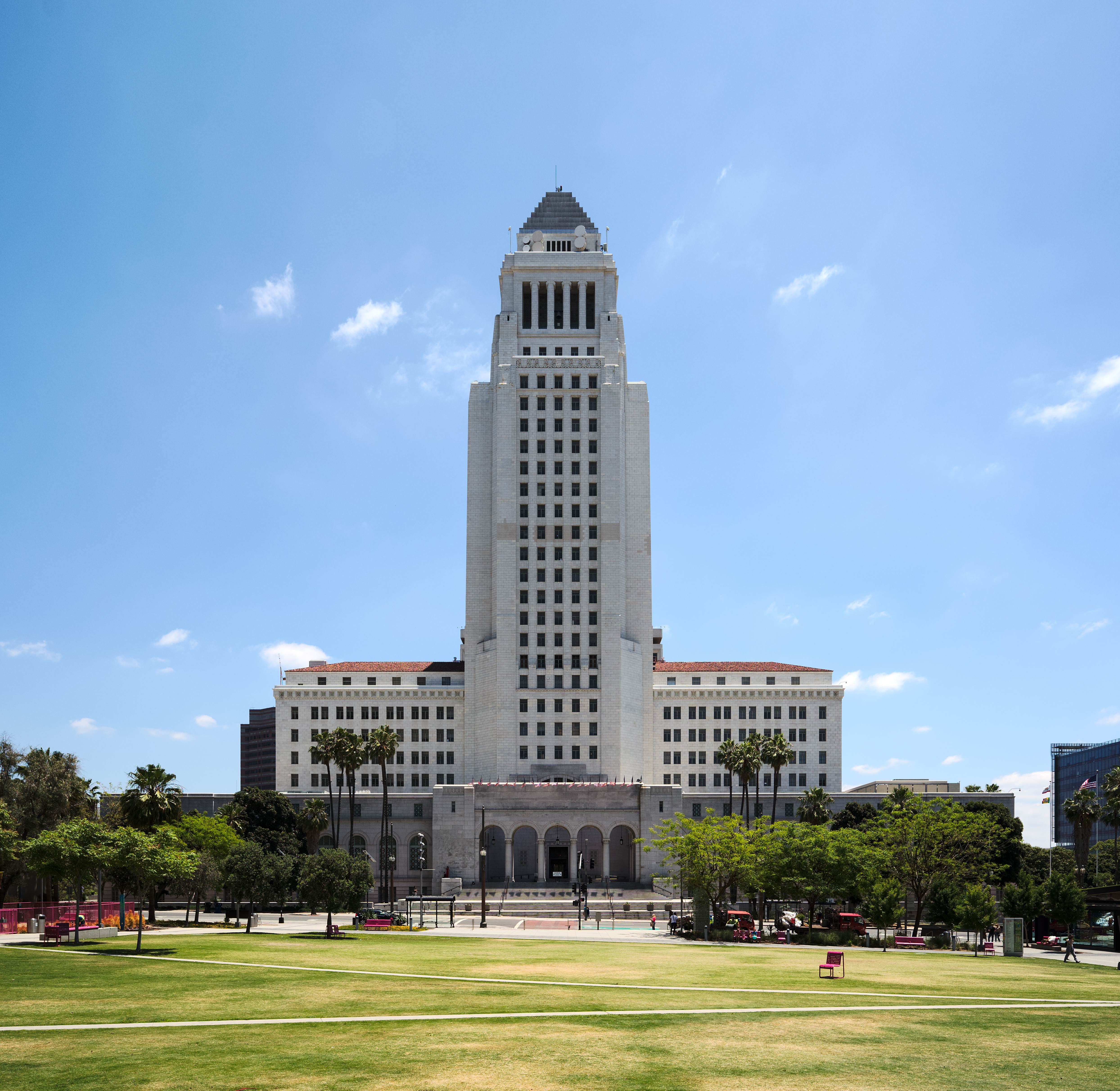
L'hôtel de ville de Los Angeles.

En avril 2017, la maire de Los Angeles Eric Garcetti déclare le 25 avril « jour de La La Land ». À cette occasion, des danseurs de la compagnie de danse aérienne Bandaloop effectuent une chorégraphie inspirée de celles du film devant l'hôtel de ville de Los Angeles.
La La Land est référencé dans la série Unbreakable Kimmy Schmidt (épisode 12 de la Saison 3). Lors d'une recherche sur Siri, l'un des personnages est crédité comme bassiste de The Messenger sur Start a Fire, chanson et groupe à succès que rejoint Sebastian dans le film, puis plus tard dans l'épisode apparaît une vidéo ayant été tournée chez Seb's, le club de Sebastian. L'épisode dix de la vingt-neuvième saison des Simpson, intitulé Ha-Ha Land, fait référence à La La Land par son titre et son générique de début, qui transforme Another Day of Sun en Another Perfect Springfield Day.
Une comédie musicale à Broadway s'inspirant de La La Land devrait voir le jour. Le compositeur du film Justin Hurwitz a déjà annoncé sa participation au projet, tout en confirmant que de nouvelles musiques seraient écrites et que l'histoire pourrait connaître des ajustements. Aucune date n'a pour l'instant été fixée, Hurwitz ayant déclaré qu'il voulait « laisser le film être le film pour un moment »,.

### Citations originales
1. ↑  (en) « The idea was to take the old musical but ground it in real life where things don’t always exactly work out. »
2. ↑  (en) « Such unrealistic dreams could include finding funding for a film in an extinct genre. »
3. ↑  (en) « That was something I got from Love Me Tonight, the 1932 Rouben Mamoulian film, which opens with the sounds of Paris in the morning — there’s a shoemaker and a street sweeper — and those sounds build up rhythmically and cascade into a number. »
4. ↑  (en) « We talked a lot about how exactly we’d move the camera, but because we needed the camera to glide over cars, we had to use cranes. »
5. ↑  (en) « It was a technical puzzle. We maintained the basic movement, but we were forced to end up behind the characters, instead of in front of them. To deal with the shadows, we’d split the long shot into different shots and mask the cut in a whip pan. For the audience, it still feels like one shot, which was important to Damien. »
6. ↑  (en) « We shut it down for a Saturday and a Sunday in August of 2015 for the actual filming, but a week before that we got permission to shut it down for part of one Saturday so that we could do a dress rehearsal. »
7. ↑  (en) « You have these great moments and then you have these less great moments in life and in Los Angeles and we see it happen in the story. »
8. ↑  (en) « Whereas ‘Start a Fire,’ we just got in a room and kicked stuff around and sang licks. I was at the piano, John used the piano a little bit and he was singing, obviously, and a couple other people there throwing in ideas and lyrics. We just sat in the room until the song was written. »
9. ↑  (en) « I was just composing at the piano, and for that reason, I think the song comes from a very pure place and I felt like I was really composing from a place of emotion. »
10. ↑  (en) « La La Land breathes new life into a bygone genre with thrillingly assured direction, powerful performances, and an irresistible excess of heart. »
11. ↑  (en) « But what makes La La Land such a hot miracle is how the passion for cinema and its possibilities radiates from every frame. »
12. ↑  (en) « If "La La Land" worked on surge pricing, the way Uber does, people would gladly pay 20 bucks just to see the opening number again, right away. »
13. ↑  (en) « How to write about "La La Land," the year's most seriously pleasurable entertainment, without making it sound like nostalgic goo? »
14. ↑  (en) « “La La Land” succeeds both as a fizzy fantasy and a hard-headed fable, a romantic comedy and a showbiz melodrama, a work of sublime artifice and touching authenticity. »
15. ↑  (en) « Ryan Gosling and Emma Stone shine in a sun-drenched musical masterpiece. »
16. ↑  (en) « It’s a combination that seems set to yield the kind of popular hit that escaped Coppola and Scorsese, and deservedly so: Chazelle has crafted that rare thing, a genuinely romantic comedy, and as well, a rhapsody in blue, red, yellow and green. »
17. ↑  (en) « Mostly, though, the movie traffics in the bittersweet happiness of treasuring things that are vanishing, like the unrealized future imagined in the climactic dance number, or those inky, star-filled dance floors that go on forever in old movies, or Hollywood musicals themselves. Or jazz: Sebastian has an early moment at a nightclub where he passionately sticks up for the music he loves. “It’s dying on the vine,” he says. “And the world says ‘Let it die. It had its time.’ Well, not on my watch.” In that scene, he speaks for the director. By the end of “La La Land,” he’s speaking for all of us. »
18. ↑  (en) « His character has been called a "white savior" by critics including Wired, New York Magazine and MTV News for his quest (and eventual success) to save the traditionally black musical genre from extinction, seemingly the only person who can accomplish such a goal. »
19. ↑  (en) « The movie sags badly in the middle, like a worn-out mattress that needs new springs. »
20. ↑  (de) « So aber hat man das Gefühl, dass vor allem die Generation Y, die sich für die beiden Hauptdarsteller am stärksten erwärmen dürfte, endlich mal aus ihrem verklärten Romantikträumen wachgerüttelt wird: Man muss im Leben Entscheidungen treffen, ist halt so, kommt man nicht drum herum, im Privaten wie im Beruflichen. »
21. ↑  (de) « Damien Chazelle, ein Hobby-Jazzer, ist erst 31 Jahre alt, hat aber Hollywood bereits nachhaltig verzaubert. »
22. ↑  (de) « Sie alle kommen nach L.A. und stehen auf einem der Mega-Freeways im Stau, jeder in seiner eigenen kleinen Blase aus Blech - berauscht, aber nicht vom Smog, sondern von der Möglichkeit, ins Rampenlicht zu treten. »
23. ↑  (it) « Questione di musica, o meglio di musicalità: dopo la norma del tempo (“Not quite my tempo” urlava K.J. Simmons in Whiplash), ecco in La La Land la norma del sentimento, il ritmo cui devono stare dietro i due sognatori in lotta con le loro ambizioni. La forma è quella del musical, come da imprinting per Daniel Chazelle, che torna al recitato ballato & cantato che già aveva tentato nel suo lungo d’esordio, Guy and Madeline on a Park Bench, anno 2009. »
24. ↑  (it) « Il talento c’è, i mezzi pure (dopo gli Oscar e gli incassi del suo film sulla crudeltà dei maestri e degli allievi), quello che qui manca è la capacità di cavalcare sino in fondo il dissenso tra lo slancio del sogno e l’ancora della realtà. »
25. ↑  (es) « La La Land triunfa porque es un producto actual, propio de nuestra época hipermoderna, capaz de atender a los que solo aprecian el 'índie' más aparente y a los que abrazan el 'mainstream' más tradicional. Juega a ser el Cantando bajo la lluvia que exponga los sueños rotos y reconstruidos digitalmente de una generación milenial que se abre camino en el desierto de lo real del Hollywood de hoy, para lo que ni bordados rostros tan actuales como los de Emma Stone y Ryan Gosling. Pero Chazelle termina conduciendo su película a lo evidente, agolpa referencias no reproducibles ni asumidas, dejando un regusto de deja vu, como una puesta al día de experimentos más satisfactorios como Corazonada de Coppola, Principiantes de Julian Temple o Todos dicen I love you de Woody Allen, sin olvidar la cansina oda al de por sí cansino Jacques Demy. No hay método, solo cita y subrayado atonal en un conjunto que pretende ser empatico convirtiéndose en extrañamente antipático con su obsesión por caer bien a todo el mundo. »
26. ↑  (pt) « as limitações de execução do filme ficam patentes logo na cena de abertura […] Chazelle regista tudo através dessa 'estética de telemóvel' em que a agitação da câmara tem como primeiro efeito dificultar a própria perceção daquilo que nos é apresentado. Além do mais, mesmo que a opção seja algo irónica, não é fácil construir um par romântico (e musical) quando a agilidade dançante de Emma Stone e Ryan Gosling é muito limitada e ambos, sobretudo ele, cantam de forma muito aplicada, mas sem alma. »
27. ↑  (pt) « É um filme na terra do cinema. »
28. ↑  (pt) « E fá-lo com um jogo de cintura emocional que há muito não se via, a começar pelo facto de nos fazer apaixonar por um casal, coisa raríssima nesses dias »
29. ↑  (ja) « 大いに堪能しました。夢を追う過程にいる男女の、すがるような自信と傲慢と不安と。一度だけの恋と。音楽と映画の特別な瞬間が何度もありました」 »
30. ↑  (ja) « 「夢も現実も、見える景色も聴こえる音も、全てが儚く美しく、鮮やかでした」 »
31. ↑  (ja) « 「早くも2017年ナンバー1映画決定!!」 »
32. ↑  (ja) « 「どうやったらこんなふうなシナリオを書けるのかなあ。巧みさに打ちのめされて、一人で泣きたくなりました。人生の美しさと喪失とをきちんと突き詰めているこの映画は、ほんとうに大人の恋愛歌劇だと思います」 »
33. ↑  (pt) « a montagem dinâmica se dá sob uma iluminação exagerada (quase neon), para lá de poética »
34. ↑  (pt) « La La Land pode ter sido projetado como uma declaração apaixonada por Hollywood e pelas Artes, o que sempre dá certo entre os votantes da Academia. Mas seu coração é amargamente cínico »
35. ↑  (pt) « É uma boa diversão, um filme alegre e bonito, ideal para ser visto numa tela grande. Só não é o clássico que estão falando por aí. »
36. ↑  (en) « A pleasant surprise was John Legend who plays a successful mainstream jazz artist. He handled the role with a cool swagger. »
37. ↑  (en) « Damien wanted it like the Beauty and the Beast waltz, where it's kind of, like, bird's eye looking down at the beautiful couple in love, swirling around the space. »
38. ↑  (en) « We create the spotlight on them and all the light dims away, and it becomes between us, the viewers, and the character. The camera was supposed to react emotionally, and engage the audience with visual storytelling that is also emotional. »
39. ↑  (en) « L.A., even more so than any other American city, obscures, sometimes neglects, its own history, but that can also be its own magical thing, because it’s a city that reveals itself bit by bit, like an onion, if you take the time to explore it. »
40. ↑  (en) « A euphoric, dreamlike mental state detached from the harsher realities of life. »
41. ↑  (en) « A lot of things can happen after ‘happily ever after.’ But when you have two people who share a memory, there is something very pure and nothing can taint that memory. »
42. ↑  (en) « That's what the ending is about: They'll always have each other, they needed each other to get to this place, they're better off for having known each other, and that to me is something that's really satisfying. »
43. ↑  (en) « I was talking to somebody the other night and he said that ‘What I really love about this story is that in the end, even though she’s happily married and has a baby, that this movie celebrates those loves that came before and that they’re just as important as the love you have now.’ It’s about how important each person is in your journey in wherever you’re going. »
44. ↑  (en) « The plan is to intentionally take a few years to do it: let the movie be the movie for a while. »

### Traductions
- (en) Cet article est partiellement ou en totalité issu de l’article de Wikipédia en anglais intitulé « La La Land (film) » (voir la liste des auteurs).

- (es) Cet article est partiellement ou en totalité issu de l’article de Wikipédia en espagnol intitulé « La La Land (film) » (voir la liste des auteurs).

- (ja) Cet article est partiellement ou en totalité issu de l’article de Wikipédia en japonais intitulé « ラ・ラ・ランド » (voir la liste des auteurs).

- (no) Cet article est partiellement ou en totalité issu de l’article de Wikipédia en norvégien intitulé « La La Land (film) » (voir la liste des auteurs).

- (pt) Cet article est partiellement ou en totalité issu de l’article de Wikipédia en portugais intitulé « La La Land (filme) » (voir la liste des auteurs).